# Liste des podestats de Volterra

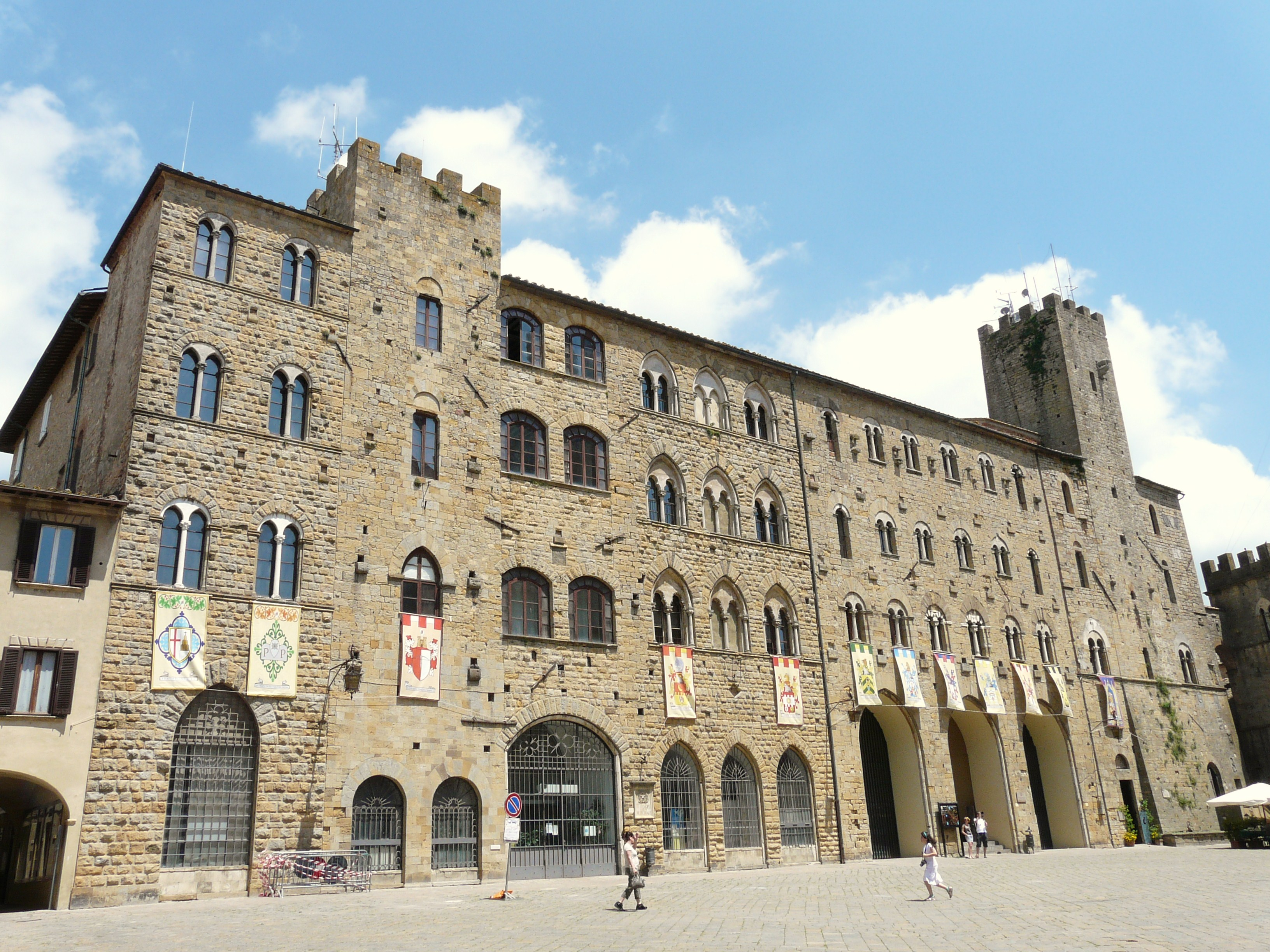
Le Palazzo Pretorio, siège des podestats et des capitaines du Peuple de Volterra.

La liste des podestats de Volterra établit la succession chronologique des premiers magistrats de la république de Volterra à partir de 1193, date à laquelle ils sont apparus pour la première fois. Dans un premier temps ils furent nommés de manière épisodique. L'institution devient pérenne à partir de 1226.
Comme dans les autres républiques urbaines de l’Italie médiévale, les podestats de Volterra exerçaient un certain nombre de pouvoirs exécutifs, judiciaires et de police. Ils commandaient également l’armée de la République. Les orientations politiques de la cité étaient cependant décidées par les trois consuls élus par les citoyens. Les podestats étaient élus en théorie pour six mois et devaient être étrangers à la cité pour être impartiaux à l'occasion des conflits éventuels qui auraient pu naître entre les différentes factions de la ville.
La république de Volterra appartenant au parti guelfe, elle choisit généralement ses podestats au sein de cette faction. Deux périodes cependant firent exceptions à ce principe. La première couvrit les années comprises entre 1245 et 1250, pendant laquelle des podestats gibelins furent imposés par l’empereur Frédéric II à la suite de l’allégeance qui lui fut faite par la Commune. La seconde débuta avec la bataille de Montaperti le 4 septembre 1260, qui vit une coalition guelfe dirigée par la république de Florence, à laquelle appartenait Volterra, vaincue par une coalition gibeline dirigée par la république de Sienne. De nouveau, la cité fut contrainte de choisir des podestats gibelins. Cette situation cessa lorsque le roi Manfred de Sicile, fils de Frédéric II et champion du parti impérial en Italie, fut tué le 26 février 1266 lors de la bataille de Bénévent qui l'opposa aux troupes de Charles d'Anjou.
En 1253, la république aristocratique laissa la place à la république du Popolo. La bourgeoisie s’empara du pouvoir. Les consuls furent remplacés par 24 Anciens (XXIV Anziani) ou Défenseurs du Peuple (Difensori del Popolo), plus tard réduits à 12, puis à 6, et qui seront eux-mêmes remplacés par l’institution des Prieurs. Le podestat subsista. Mais il dut partager ses pouvoirs avec un nouveau personnage, le capitaine du Peuple. Celui-ci était chargé de défendre les intérêts de la nouvelle classe dirigeante, le Popolo, dans l’exercice du pouvoir exécutif.

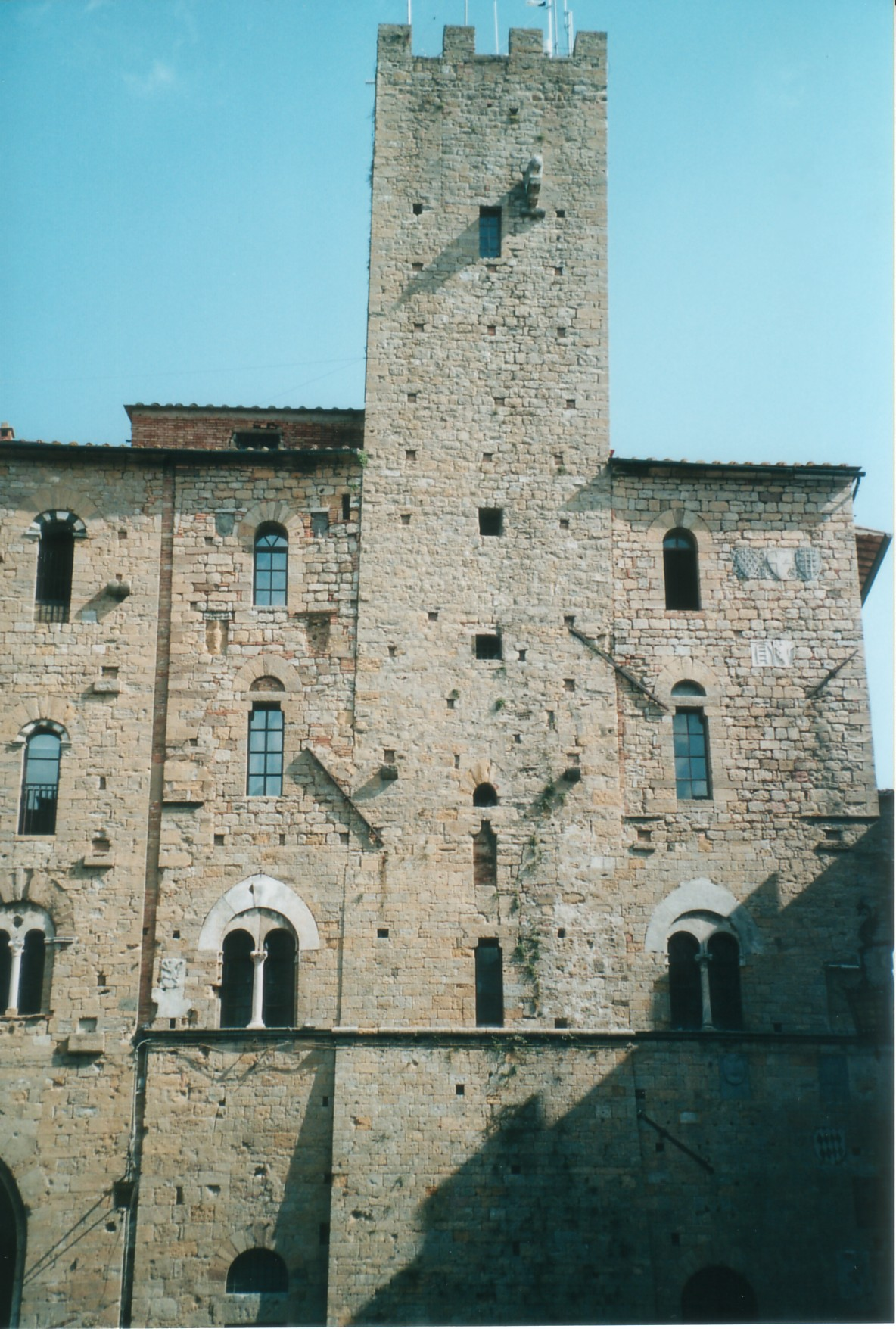
La tour du podestat, ou torre del Porcinello (nom donné à cause de la petite statue de sanglier qu'on distingue près de la fenêtre la plus haute). Cette partie du Palazzo Pretorio était le siège du podestat.

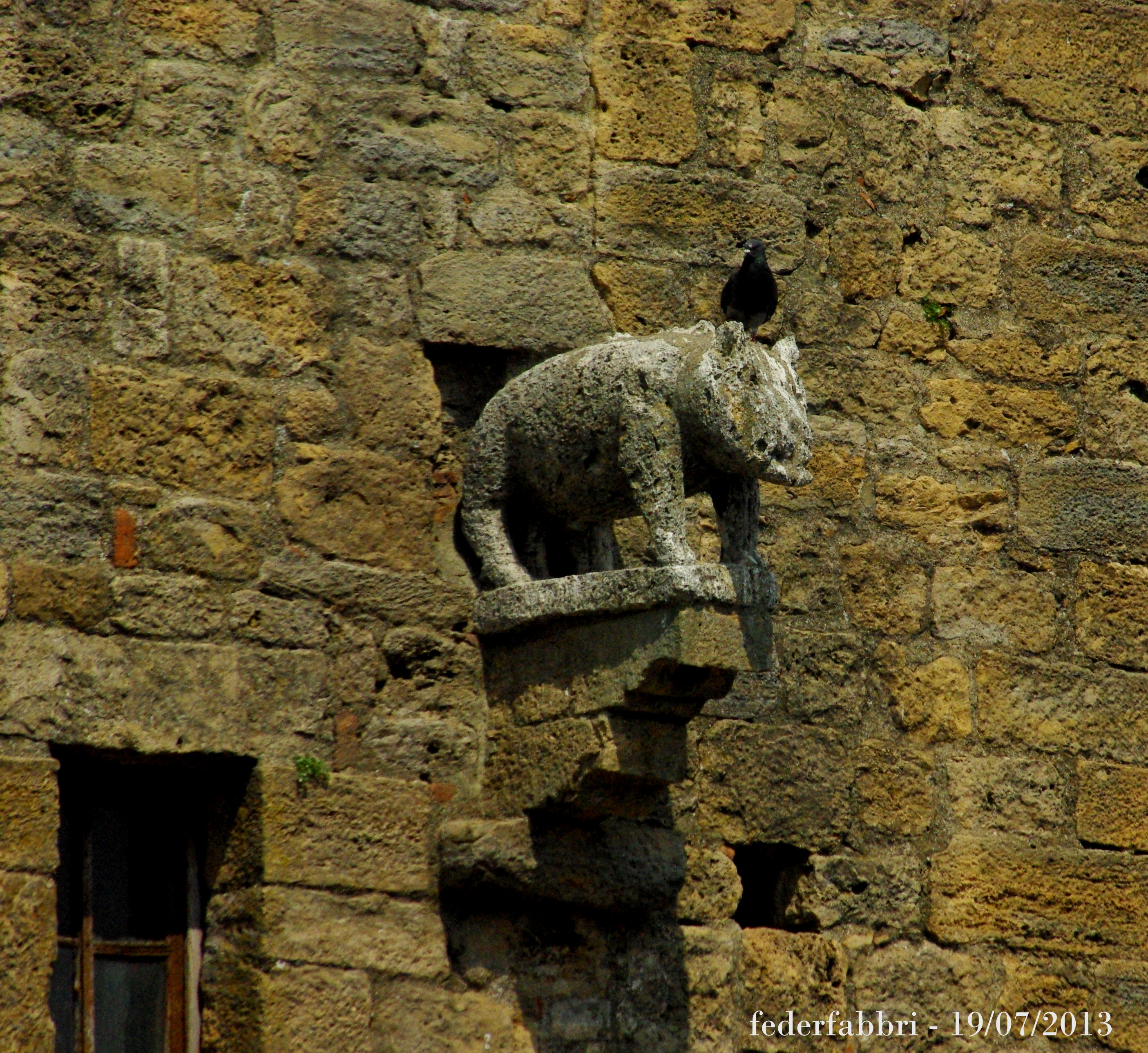
Vue rapprochée de la petite statue de sanglier sur la façade de la tour du podestat.

Sous le régime du Popolo, le podestat était choisi selon une procédure bien précise. Les XII Défenseurs devaient élire secrètement un docteur en Droit et un notaire, âgés de plus de quarante ans. On leur confiait la mission, toujours secrètement, de se rendre où il leur plairait dans les régions de Toscane, des Marches ou du duché d'Urbino, pour rechercher les hommes de la meilleure qualité pour être candidats au poste. Selon les termes de la règle, ils devaient être âgés de plus de trente ans, vertueux, fidèles de la Sainte Église et appartenir au parti guelfe. Peu importe qu’ils fussent ou non des soldats. Les deux envoyés des XII Défenseurs devaient ensuite rédiger une note sur laquelle ils écrivaient les noms des divers candidats. Cette note était remise aux Défenseurs. Ces derniers réinscrivaient les noms qui y figuraient sur autant de polices qui étaient ensuite mises dans une bourse. Cette bourse était elle-même enfermée dans une cassette à trois clés. Une des clés, ainsi que la cassette elle-même, étaient confiées au gardien des Frères Mineurs Franciscains, la seconde clé au camerlingue de la cité, la troisième clé au douanier de la Douane du Sel. Le jour de l’élection devait avoir lieu avant la fin du premier mois du mandat du podestat précédent. À cette occasion on réunissait les membres du Consiglio Generale, les XII Défenseurs et les membres du Conseil appelé pleni Dominii Capitaneorum, Consiliariorum, e Vexilliferorum Sexcentorum. Il était demandé aux membres de cette assemblée de quelle contrée ils désiraient que soit originaire le futur podestat. Une fois ce choix effectué, on extrayait de la bourse où ils avaient été mis 4 noms de candidats issus de la région choisie, qu’on soumettait au vote de l’assemblée. Pour être sélectionné, chacun de ces noms devait recueillir les deux tiers des suffrages. Si un nom n’était pas retenu, on le mettait de côté et on en tirait un autre de la bourse pour le soumettre à son tour au vote. On renouvelait l’opération si nécessaire jusqu’à ce qu’on en obtienne quatre. L’élection terminée, on envoyait auprès des élus, dans l’ordre duquel leur nom était sorti de la bourse, un notaire accompagné du crieur public (banditore) de la cité pour leur annoncer la nouvelle de leur élection. Si le premier refusait la charge, on informait le deuxième et ainsi de suite jusqu’à ce que l’un d’entre eux accepte. Le mandat durait six mois, des calendes d’août à celles de janvier, ou de celles de janvier à celles d’août.
Sous la seigneurie des Belforti (1340-1361), les podestats subsistèrent, mais la réalité du pouvoir était entre les mains de cette famille.
Après la chute de Bocchino Belforti, la république de Florence mit la cité de Volterra sous tutelle. Celle-ci conserva ses institutions et préserva une certaine autonomie politique. Mais les Florentins entendirent la réduire significativement. Pour ce faire, ils firent du capitaine du Peuple de Volterra l’instrument de leur contrôle de la cité. Dès 1361, ils imposèrent que le capitaine soit obligatoirement un Florentin. En 1385, ils imposèrent qu’il soit en plus nommé directement par eux. Dans le même temps, ils dotèrent celui-ci de pouvoirs supplémentaires et s’efforcèrent de réduire ceux du podestat qui, toujours choisi librement par les citoyens de Volterra, était le symbole de leur souveraineté. Ainsi à partir de 1361, les habitants de Volterra se virent interdire de nommer à tout poste public, et notamment à celui de podestat, un homme qui serait originaire de Pise ou de toute autre contrée dans un rayon de 30 milles autour de Volterra, sauf s’il s’agissait d’un Florentin ou d’un membre de la famille Ciacconi, de San Miniato. En 1369, on réserva au seul capitaine du Peuple, à l’exclusion de toute autre institution, et notamment du podestat, le pouvoir de rétablir l’ordre en cas de troubles causés à l’État ou à la paix publique par l’une ou l’autre des factions de la cité. Les décennies suivantes, les capitaines du Peuple obtinrent régulièrement de nouvelles attributions (commandement de la garde de la cité en 1370, pouvoir de faire des propositions devant les différents Conseils communaux concernant les affaires publiques en 1385), ce qui réduisit à chaque fois l’influence du podestat.
La fonction de podestat fut supprimée une première fois en 1429, à la suite de la révolte contre Florence menée par Giusto Landini, mais elle fut rétablie aussitôt.
Elle fut supprimée définitivement en 1472, après la mise à sac de la cité par les troupes florentines commandées par le duc d’Urbino, Frédéric de Montefeltro. Le capitaine du Peuple concentra alors la majorité des pouvoirs et exerça de fait le rôle de gouverneur florentin à Volterra.

## Liste des podestats de Volterra
Sources :
- Sto. volt. : Storia volterrana, op. cit. infra.
- Not. ist. : Notizie istoriche della città di Volterra, op. cit. infra. Cette source donne des noms en latin (figurant entre parenthèses et en italique dans le tableau ci-dessous).
- Nob. med. : Libro d'Oro della Nobiltà Mediterranea, op. cit. infra.
- Diz. bio. : Dizionario biografico degli italiani, op. cit. infra.
- Circ. pers. : Circolazione di personale politico nella Volterra del Duecento. L’estrazione dei podestà  e dei capitani del Popolo, op. cit. infra.

Aucune de ces cinq sources n'étant exhaustive, la liste suivante présente des lacunes.
| Année     | Podestat | Origine             | Sources                                                  | Notes |
| --------- | --- | ------------------- | -------------------------------------------------------- | --- |
| 1193-1194 | Arrigo (ou Enrico, Henricus) | Montespertoli       | Not. ist., Sto. volt., Circ. pers.                       | Premier podestat de la république de Volterra. Not. ist. et Sto. volt. le mentionnent comme podestat en 1193. Circ. pers. précise qu'il exerça sa charge en 1193 et en 1194, et qu'il était le père de Ranieri, podestat en 1203 et 1204. Sto. volt. donne le prénom Arrigo, Circ. pers. le prénom moderne Enrico et Not. ist. la forme latine Henricus. |
| 1197      | Oberto di Parigi Ponzi (Ubertus Ponzi) |                     | Not. ist., Sto. volt.                                    | Not. ist donne Ubertus Ponzi tandis que Sto. volt. donne Oberto di Parigi. |
| 1203-1204 | Ranieri (Raynerius de Monte Spertuli) | Montespertoli       | Not. ist., Sto. volt., Circ. pers.                       | Not. ist. et Sto. volt. le mentionnent comme podestat en 1203. Circ. pers. précise qu'il exerça sa charge en 1203 et en 1204, et qu'il était le fils d'Enrico, premier podestat de la Volterra. |
| 1204      | Buonaccorso Basciacomari Ier | Bologne             | Sto. volt.                                               | Sto. volt. mentionne le nom Baciacomatri, forme archaïque de Basciacomari. |
| 1207      | comte Rinaldo degli Alberti (Raynaldus comes) |                     | Not. ist., Circ. pers.                                   | Circ. pers. précise qu'il appartenait à la famille des comtes Alberti. |
| 1210      | comte de Biserno Inghiramo della Gherardesca (Ingheramus)                                                                                            |                     | Not. ist., Nob. med.                                     | Son appartenance à la famille della Gherardesca et sa qualité de comte de Biserno sont précisés par Nob. Med. |
| 1210-1211 | Bernardino di Ranieri Pannocchieschi Ier (Bernardinus Raynerii)                                                                                      |                     | Not. ist., Circ. pers.                                   | Circ. pers. précise qu'il appartenait à la famille Pannocchieschi, et qu'il était le neveu d'Ildebrando Pannocchieschi, évêque de Volterra. Si Not. ist. le mentionne comme podestat en 1210, Circ. pers. précise qu'il exerça sa charge à la fin de cette année 1210 et en 1211. |
| 1212      | Gullo di Favilla Favilli (Gullus) | Volterra            | Not. ist.                                                | Podestat pour la première fois. Sto. volt. donne le nom Gullo di Favilla Favilli (en 1213) alors que Circ. pers. donne uniquement Gullo di Favilla (en 1213 et 1214). |
| 1212      | Alberto (Albertus) |                     | Not. ist.                                                | |
| 1212      | Rinaldo degli Abati (Raynaldus) |                     | Not. ist., Sto. volt., Circ. pers.                       | Mentionné le 1er mai 1212 par Sto. volt. |
| 1213      | Gullo di Favilla Favilli (Gullus) | Volterra            | Not. ist., Sto. volt., Circ. pers.                       | Podestat pour la deuxième fois. Sto. volt. donne le nom Gullo di Favilla Favilli alors que Circ. pers. donne uniquement Gullo di Favilla. |
| 1214      | Gullo di Favilla Favilli (Gullus Faville) | Volterra            | Not. ist., Circ. pers.                                   | Podestat pour la troisième fois. Sto. volt. donne le nom Gullo di Favilla Favilli (en 1213) alors que Circ. pers. donne uniquement Gullo di Favilla. |
| 1216      | comte Guido di Veliano |                     | Sto. volt.                                               | |
| 1217      | Ildebrandino di Romeo (Ildebrandinus Romei) | Florence            | Not. ist.                                                | Podestat pour la première fois. |
| 1217      | Frangipane di Pancaldo Visconti (ou Frangipane Frangipani ?, Frajepanus)                                                                             | Pise                | Not. ist., Sto. volt.                                    | Podestat pour la première fois. Sto. volt. indique qu'il appartenait à la famille Frangipani, alors que Circ. pers. (pour son mandat de 1218) indique qu'il appartenait à la famille Visconti de Pise (il fut consul de cette cité en 1211). |
| 1217-1218 | Ildebrandino di Romeo (Ildebrandinus Romei) | Florence            | Sto. volt., Circ. pers.                                  | Podestat pour la deuxième fois. Circ. pers. le mentionne à la fin de l'année 1217 et Sto. volt. en 1217 et 1218. |
| 1218-1219 | Frangipane di Pancaldo Visconti (ou Frangipane Frangipani ?, Frajepanus)                                                                             | Pise                | Sto. volt., Circ. pers.                                  | Podestat pour la deuxième fois. Mentionné le 1er mai 1218, et encore en 1219 par Sto. volt. Cette source indique qu'il appartenait à la famille Frangipani, alors que Circ. pers. indique qu'il appartenait à la famille Visconti de Pise (il fut consul de cette cité en 1211). Circ. pers. ne donne pas de date pour l'exercice de sa charge mais précise qu'il succéda à Ildebrandino di Romeo. |
| 1220-1221 | Ildebrandino di Romeo (Ildebrandinus Romei) | Florence            | Sto. volt.                                               | Podestat pour la troisième fois. |
| 1223-1224 | Migliorello di Catalano (Meliorellus Catalani civis florentinus)                                                                                     | Florence            | Not. ist., Sto. volt.                                    | Podestat pour la première fois. Mentionné comme podestat en 1223 par Sto. volt. et en 1224 par Not. ist. |
| 1224      | vice-seigneur Sigerio da Galiana | Massa               | Sto. volt., Circ. pers.                                  | Sto. volt. mentionne le nom Sigerio Bisdomini. Mais Circ. pers. précise que ce Sigerio appartenait à une famille de visdomini (vice-seigneurs) de Massa, les da Galiana, apparentés aux Aldobrandeschi. |
| 1225      | Migliorello di Catalano (Meliorellus Catalani civis florentinus)                                                                                     | Florence            | Sto. volt.                                               | Podestat pour la deuxième fois. |
| 1226      | vicomte Ugolino Medagliola (Ugolinus viscomes dictus Medagliola)                                                                                     |                     | Not. ist.                                                | |
| 1226-1227 | comte de Segalari Alberto di Tedice della Gherardesca (Albertus comes de Segalare Tedicis)                                                           |                     | Not. ist., Sto. volt., Nob. med., Diz. bio., Circ. pers. | Podestat pour la première fois. Son appartenance à la famille della Gherardesca est précisée par Nob. Med., Diz. bio. et Circ. pers. Sa qualité de comte de Segalari est précisée par les cinq sources. Par ailleurs, Not. ist. indique 1226 comme année du mandat, alors que Nob. med., Diz. bio. et Circ. pers. indiquent 1227. Sto. volt. précise qu'Alberto fut podestat en 1226 et réélu en 1227. |
| 1227      | Migliorello di Catalano (Meliorellus Catalani) | Florence            | Not. ist.                                                | Podestat pour la troisième fois. |
| 1228      | Jacopo di Sandro Tondi (Jacobus Tondi civis lucanus)                                                                                                 | Lucques             | Sto. volt.                                               | Podestat pour la première fois. Sto. volt. mentionne Jacopo di Sandro. |
| 1228      | Ranieri di Valcortese (Raynerius de Valcortese) |                     | Not. ist., Sto. volt.                                    | Sto. volt. mentionne le prénom archaïque Rinieri. |
| 1229      | Jacopo di Sandro Tondi (Jacobus Tondi civis lucanus)                                                                                                 | Lucques             | Not. ist., Sto. volt.                                    | Podestat pour la deuxième fois, pour une année entière selon Sto. volt. Cette source mentionne toujours Jacopo di Sandro. |
| 1230      | Buondelmonte Buondelmonti | Florence            | Sto. volt., Nob. med., Diz. bio.                         | Sto. volt. précise qu'il est le fils de Bacarillo. Nob. med. précise en revanche qu'il est le fils d'Uguccione. Diz. bio. n'apporte aucune indication concernant son ascendance |
| 1231      | Bernardo |                     | Sto. volt.                                               | |
| 1232      | Jacopo di Schiatta Buonparenti (Jacobus Schiattae)                                                                                                   | Volterra            | Not. ist., Sto. volt.                                    | Sto. volt. mentionne de manière archaïque Iacopo di Stiatta Buonperenti. |
| 1233      | Filippo di Sinibaldo della Scala | Florence            | Sto. volt.                                               | |
| 1233-1234 | comte Corsino dei Gangalandi (Corsinus de Gangalandi)                                                                                                |                     | Not. ist., Sto. volt., Circ. pers.                       | Sa qualité de comte est mentionnée par Sto. volt. et Circ. pers. Not. ist. et Circ. pers. ne le mentionnent qu'en 1233, alors que Sto. volt. précise en outre qu'il était encore en fonction en janvier 1234. |
| 1234      | Ugo di Montedoglio |                     | Sto. volt.                                               | Podestat pour la première fois. Sto. volt. précise qu'il a exercé son mandat à partir du début février 1234. |
| 1234      | Ranieri di Rustico Abati (Raynerius Rustici civis florentinus)                                                                                       | Florence            | Not. ist., Sto. volt., Circ. pers.                       | Not. ist. mentionne le prénom Raynerius, tandis que Sto. volt. mentionne le prénom Rustico. Circ. pers. mentionne le nom Ranieri di Rustico Abati et est la seule source qui précise son appartenance à la famille Abati. |
| 1235      | Donato di Ubertino Ubertini (Donatus Ubertini civis florentinus)                                                                                     | Florence            | Not. ist., Sto. volt.                                    | Podestat pour la première fois. |
| 1235      | Filippo di Sinibaldo Catani (Philippus Sinibaldi) | Pise                | Not. ist., Sto. volt.                                    | Sto. volt. précise que son mandat a débuté en août. Not. ist. le place en revanche avant le premier mandat de Donato Ubertini. |
| 1235      | Filippo di Belforte di Buonafidanza Belforti | Volterra            | Sto. volt.                                               | |
| 1236      | Marcobaldo Malpigli | Lucques             | Sto. volt.                                               | Podestat pour la première fois. Sto. volt. indique qu'il était originaire de Lucques pour son premier mandat, mais de San Miniato pour son second mandat. |
| 1236      | Donato di Ubertino Ubertini (Donatus Ubertini civis florentinus)                                                                                     | Florence            | Not. ist., Sto. volt.                                    | Podestat pour la deuxième fois. Mentionné en septembre 1236 par Sto. volt. |
| 1237      | Marcobaldo Malpigli | San Miniato         | Sto. volt.                                               | Podestat pour la deuxième fois. Sto. volt. indique qu'il était originaire de Lucques pour son premier mandat, mais de San Miniato pour son second mandat. |
| 1238      | Bocca di Ranieri di Rustico Abati (Bocca) | Florence            | Not. ist., Sto. volt., Circ. pers.                       | Sto. volt. mentionne la forme archaïque Bocca di Rinieri Rustici. Circ. pers. mentionne le nom ser Bocca di ser Ranieri Rustici Abati et précise qu'il était le fils de Ranieri Abati, podestat en 1234. Cette source est la seule qui précise son appartenance à la famille Abati. |
| 1239      | Orlandino di Paganello Porcari (Orlandinus de Porcario, dit aussi Orlandinus Paganelli de Porcari)                                                   |                     | Not. ist., Sto. volt., Circ. pers.                       | Sto. volt. donne la variante Orlandino di Paganello di Porcaria. |
| 1240      | Ugo di Montedoglio |                     | Sto. volt.                                               | Podestat pour la deuxième fois. |
| 1240      | Bindaccio di Geri Mangiadori Ier (Bindaccius Gerii de Mangiadoribus de Sancto Miniate)                                                               | San Miniato         | Not. ist.                                                | |
| 1241      | Nolfredi di Giovenale Michelotti | Pérouse             | Sto. volt.                                               | Mentionné le 22 mars 1241 par Sto. volt. |
| 1241      | Cecio Morla (Cecius Morle lucanus civis) | Lucques             | Not. ist.                                                | Podestat pour la première fois. |
| 1242-1243 | Jacopo Pape (Jacobus Pape lucanus civis, ou Iacopo Pope)                                                                                             | Lucques             | Not. ist., Sto. volt.                                    | Not. ist. mentionne le nom Jacobus Pape et l'année du mandat 1242. Sto. volt. mentionne le nom Iacopo Pope et l'année du mandat 1243. |
| 1243-1244 | Rainaldo di Migliore Abati (Raynaldus Meliorelli de Florentia)                                                                                       | Florence            | Not. ist., Circ. pers.                                   | Not. ist. le mentionne en 1243 alors que Circ. pers. le mentionne en 1244. Circ. pers. précise qu'il appartenait à la famille Abati. |
| 1244      | seigneur Bertoldo di Pietramala (Belturdus de Petramala)                                                                                             |                     | Sto. volt.                                               | Podestat pour la première fois. Sa qualité de membre de la famille des seigneurs de Pietramala est précisée par Sto. volt. |
| 1244      | Orlando di Rustichello dal Poggio (Orlandus Rustichelli de Podio)                                                                                    | Todi                | Not. ist., Sto. volt.                                    | Podestat pour la première fois. |
| 1245      | marquis Guido di Valiano (Guido marchesi de Valiano, ou marquis Guido di Vagliana)                                                                   |                     | Not. ist., Sto. volt., Nob. med.                         | Podestat pour la première fois. Sto. volt. précise qu'il finit ce premier mandat à la fin avril 1245. Not. ist., Sto. volt. et Circ. pers. (pour le mandat de 1246) donnent le nom Valiano, alors que Nob. med. donne le nom Vagliana. Not. ist. précise encore qu'en cette année 1245, et jusqu'en 1250, les podestats de Volterra sont gibelins et imposés par l'empereur. |
| 1245      | Orlando di Rustichello dal Poggio (Orlandus Rustichelli de Podio)                                                                                    | Todi                | Sto. volt.                                               | Podestat pour la deuxième fois, à partir de mai 1245, selon Sto. volt. |
| 1246      | marquis Guido di Valiano (Guido marchesi de Valiano, ou marquis Guido di Vagliana)                                                                   |                     | Not. ist., Circ. pers.                                   | Podestat pour la deuxième fois. Not. ist., Sto. volt. et Circ. pers. donnent le nom Valiano, alors que Nob. med. donne le nom Vagliana. |
| 1246      | Guittonello da Fano (Guittonellus de Fano) | Fano                | Sto. volt.                                               | Podestat pour la première fois. |
| 1247      | Bertoldo Aretino (Bertoldus Aretinus) | Arezzo              | Not. ist.                                                | Peut-être le même que Bertoldo di Pietramala, podestat en 1244 et 1248, Pietramala étant située non loin d'Arezzo. |
| 1247      | Guittonello da Fano (Guittonellus de Fano) | Fano                | Not. ist., Circ. pers.                                   | Podestat pour la deuxième fois. |
| 1247-1248 | Angolante di Ranuccio Mali (ou Agolante, Angolante de Pistorio)                                                                                      | Pistoia             | Sto. volt.                                               | Podestat pour la première fois. Sto. volt. indique la forme archaïque Angolante di Rinuccio Mali. Circ. pers. mentionne seulement Agolante di Ranuccio (pour le mandat de 1249). |
| 1248      | seigneur Bertoldo di Pietramala (Belturdus de Petramala)                                                                                             |                     | Not. ist., Sto. volt.                                    | Podestat pour la deuxième fois. Sa qualité de membre de la famille des seigneurs de Pietramala est précisée par Sto. volt. |
| 1249      | Cecio Morla (Cecius Morle lucanus civis) | Lucques             | Sto. volt.                                               | Podestat pour la deuxième fois. |
| 1249      | Angolante di Ranuccio Mali (ou Agolante, Angolante de Pistorio)                                                                                      | Pistoia             | Not. ist., Sto. volt., Circ. pers.                       | Podestat pour la deuxième fois. Sto. volt. indique la forme archaïque Angolante di Rinuccio Mali. Circ. pers. mentionne seulement Agolante di Ranuccio. Sto. volt. précise également que pour ce second mandat Angolante Mali fut choisi par l'empereur. |
| 1250-1251 | Guinigio di Arzocco Salvani (ou Guinizio Arzocchi, ou Guinigio Azzocchi Guinigi ?, Guinisius Arzocchi de Senis)                                      | Sienne              | Not. ist., Sto. volt., Circ. pers.                       | Également vicaire impérial, mais premier à être librement choisi par les habitants de la cité, après la période quinquennale pendant laquelle les podestats furent imposés par l'empereur, selon Sto. volt. Cette source mentionne comme période d'exercice de la fonction les années 1250 et 1251 alors que Not. ist. et Circ. pers. ne mentionnent que l'année 1251. Sto. volt. et Circ. pers. ne sont pas d'accord concernant son origine familiale. Sto. volt. mentionne en effet le nom Guinigio di Arzocco, de la famille Salvani, alors que Circ. pers. indique le nom Guinigio Azzocchi, de la famille Guinigi. Cette dernière source précise que ce podestat était le premier d'origine siennoise ayant officié à Volterra. |
| 1252      | Ranieri di Pancia dei Boccabadati (Raynerius Pance de Buccabadatis de Mutina)                                                                        | Modène              | Not. ist.                                                | Podestat pour la première fois. Sto. volt. donne le prénom archaïque Rinieri. |
| 1252      | comte de Segalari Alberto di Tedice della Gherardesca (Albertus comes de Segalari)                                                                   |                     | Not. ist., Sto. volt., Nob. med., Diz. bio., Circ. pers. | Podestat pour la deuxième fois. Son appartenance à la famille della Gherardesca est précisée par Sto. volt., Nob. Med., Diz. bio. et Circ. pers. Sa qualité de comte de Segalari est précisée par les cinq sources. Les cinq sources donnent également toutes l'année 1252 pour ce second mandat. |
| 1253      | Giovanni di Piero di Michele | Bologne             | Sto. volt.                                               | |
| 1253      | Guido |                     | Not. ist.                                                | Ce Guido est en fait mentionné en 1253 après le deuxième mandat de Ranieri dei Boccabadati par Not. ist. Cependant, Sto. volt. précise que Ranieri a exercé ce deuxième mandat en 1253-1254, ce qui rend impossible un mandat postérieur de Guido daté de 1253. |
| 1253-1254 | Ranieri di Pancia dei Boccabadati (Raynerius Pance potestas et capitaneus)                                                                           | Modène              | Not. ist., Sto. volt., Circ. pers.                       | Podestat pour la deuxième fois. Not. ist., qui n'indique que la seule année 1253 pour la période d'exercice de ce second mandat, précise qu'il cumulait les charges de podestat et de capitaine. Circ. pers. le mentionne également en 1253. Sto. volt. donne le prénom archaïque Rinieri et précise qu'il a exercé sa charge de podestat en 1253 et au début de 1254. |
| 1254      | Sonello Arrigucci (Sovellus de Arrigucciis) | Florence            | Not. ist., Sto. volt.                                    | Sto. volt. indique le prénom Sonello tandis que Not. ist. indique Sovellus. Sto. volt. précise de plus que son mandat débuta à partir de la fin mars 1254. |
| 1254      | Guido Cazzanimici (Guido Cazzanimici Jacobi, Alberti, Ursi bononiensis)                                                                              | Bologne             | Not. ist.                                                | |
| 1255      | Marignano Buondelmonti (Marignanus) | Florence            | Not. ist., Sto. volt., Nob. med.                         | Not. ist. n'indique que Marignanus. L'appartenance, incertaine, à la famille Buondelmonti est mentionnée par Nob. med. avec un point d'interrogation. Sto. volt. indique pour l'année 1255 un seul podestat, Marignano di Sinibaldi Tornaquinci, effectuant une confusion des noms des deux podestats successifs mentionnés par Not. ist. pour cette même année. |
| 1255      | Sinibaldo Tornaquinci (Sinibaldus de Tornaquincis)                                                                                                   | Florence            | Not. ist.                                                | Cf. la note précédente. |
| 1256-1257 | Bonaccorso di Bellincione Adimari (Buonaccursus de Adimaris de Florentia)                                                                            | Florence            | Not. ist., Sto. volt., Diz. bio., Circ. pers.            | Podestat pour la première fois. Sto. volt. précise que Bonaccorso Adimari était aussi vicaire épiscopal pendant sa charge de podestat. Cette source indique qu'il exerçait cette charge au début de l'année 1256 et encore au début de l'année 1257. Diz. bio. le mentionne en décembre 1257. Not. ist. le mentionne également comme podestat en 1257, mais mentionne par ailleurs à sa suite comme podestat, cette même année 1257, Corrado di Montemagno, ce qui semble contradictoire avec l'article du Diz. bio. qui indique qu'il exerçait sa charge en décembre. Circ. pers. le mentionne comme podestat à la fin de l'année 1256 et au premier semestre de l'année 1257.                                                      |
| 1257      | Corrado di Montemagno (Conradus de Montemagno) |                     | Not. ist.                                                | Cf. la note précédente. |
| 1258      | Diedi Manieri | Florence            | Sto. volt.                                               | Not. ist. mentionne pour cette année 1258 un podestat dont le nom est inconnu, mais qui est originaire ... de Florentia. De fait, la famille Manieri est originaire de Florence. |
| 1259      | Foligno d'Ildebrandino Adimari (ou Foligno d'Ildino Adimari)                                                                                         | Florence            | Sto. volt.                                               | Podestat pour la première fois. Sto. volt. indique la forme archaïque Fuligno pour le prénom Foligno et précise qu'il était le fils d'Ildino, forme archaïque d'Ildebrandino. Circ. pers. mentionne bien Foligno d'Ildebrandino Adimari pour le mandat de 1260. |
| 1259      | Tegliario Cargozze di Sititiis (Tegliarius Cargozze de Sititiis)                                                                                     |                     | Not. ist.                                                | |
| 1259-1260 | Ranieri Ubertini Ier (Raynerius episcopus vulterranus potestas et capitaneus)                                                                        | Arezzo              | Not. ist., Sto. volt.                                    | L'évêque de Volterra Ranieri Ier Ubertini. Il cumule également les fonctions de podestat et de capitaine du Peuple de la cité. Sto. volt. le mentionne comme podestat en 1259 et 1260 alors que Not. ist. ne le mentionne qu'en 1260. |
| 1260      | Ranieri Ubertini II | Arezzo              | Sto. volt.                                               | Il sera évêque de Volterra entre 1273 et 1291. Il cumule les fonctions de podestat et de capitaine du Peuple de la cité. |
| 1260      | Foligno d'Ildebrandino Adimari (ou Foligno d'Ildino Adimari)                                                                                         | Florence            | Circ. pers.                                              | Podestat pour la deuxième fois. Sto. volt. indique la forme archaïque Fuligno pour le prénom Foligno et précise qu'il était le fils d'Ildino, forme archaïque d'Ildebrandino (pour le mandat de 1259). Circ. pers. mentionne bien Foligno d'Ildebrandino Adimari et précise qu'il exerça ce mandat pendant le deuxième semestre de 1260. Circ. pers. précise encore qu'à partir de la défaite guelfe de Montaperti le 4 septembre 1260, la république de Volterra fut contrainte de choisir des podestats gibelins, et ce jusqu'à la mort du roi Manfred de Sicile intervenue le 26 février 1266 lors de la bataille de Bénévent. |
| 1261      | Ranieri Gualterotti (Raynerius Gualterotti de Pisis potestas et capitaneus)                                                                          | Pise                | Not. ist.                                                | Podestat pour la première fois. Cumule cette charge avec celle de capitaine du Peuple. |
| 1261      | Piero d'Asino Uberti (ou Piero Pierini Uberti) | Florence            | Sto. volt., Circ. pers.                                  | Sto. volt. donne le nom Piero d'Asino Uberti alors que Circ. pers. donne le nom Piero Pierini Uberti. Cette dernière source précise que son mandat se déroula le second semestre de l'année 1261. |
| 1262      | Simone di Zacchio | Pise                | Sto. volt.                                               | |
| 1262      | Ranieri di Guidalotto |                     | Sto. volt.                                               | |
| 1262      | Jacopo d'Aldobrandino (Jacobus Aldobrandini civis pistoriensis)                                                                                      | Pistoia             | Not. ist.                                                | |
| 1263      | Pannocchia della Sassetta |                     | Sto. volt.                                               | |
| 1263      | vicomte Ubaldino de Ficchio |                     | Sto. volt.                                               | Mentionné en mai 1263 par Sto. volt. |
| 1264      | Sinibaldo d’Uldino di Salvano Salvani (ou Ghinibaldo d’Ildebrandino di Salvano Salvani, Sinibaldus)                                                  | Sienne              | Not. ist., Sto. volt., Circ. pers.                       | Sto. volt. mentionne le nom Sinibaldo d’Uldino Salvani tandis que Circ. pers. mentionne le nom Ghinibaldo d’Ildebrandino di Salvano Salvani. |
| 1265      | Bartolomeo di Ciabatta Salvani (Bartolomeus Ciabatte de Salvanis de Senis)                                                                           | Sienne              | Not. ist., Sto. volt., Circ. pers.                       | |
| 1265      | Ranieri Gualterotti (Raynerius Gualterotti) | Pise                | Not. ist.                                                | Podestat pour la deuxième fois. |
| 1266      | Bambera di Niccolò Bargellini | Bologne             | Sto. volt.                                               | |
| 1266-1267 | Gherardo di Duccio Zacchi (ou Gherardo Zacci, Gerardus Zaccii de Pisis)                                                                              | Pise                | Not. ist., Sto. volt., Circ. pers.                       | Podestat pour la première fois. Sto. volt. mentionne le nom de famille Zacchi et précise qu'il était le fils de Duccio. Circ. pers. mentionne Gherardo Zacci. Not. ist. indique qu'il était podestat en 1266 et Sto. volt. en 1267. Circ. pers. précise que son mandat s'acheva en avril 1267 et qu'il fut le dernier podestat gibelin. |
| 1267      | Ranieri Agli (Raynerius de Aglis civis florentinus)                                                                                                  | Florence            | Not. ist.                                                | |
| 1267      | Inghiramo Pannocchieschi dalla Pietra |                     | Sto. volt., Diz. bio.                                    | La mention nominale dalla Pietra est ajoutée par Sto. volt. |
| 1267      | Gherardo di Duccio Zacchi (ou Gherardo Zacci, Gerardus Zaccii de Pisis)                                                                              | Pise                | Sto. volt.                                               | Podestat pour la deuxième fois. Sto. volt. mentionne le nom de famille Zacchi et précise qu'il était le fils de Duccio. Circ. pers. mentionne Gherardo Zacci (à l'occasion de son premier mandat). Sto. volt. précise en outre que les habitants de Volterra l'ont chassé de la cité. |
| 1268      | Bonaccorso di Bellincione Adimari (Buonaccursus de Adimaris de Florentia)                                                                            | Florence            | Sto. volt.                                               | Podestat pour la deuxième fois. Diz. bio. ne le mentionne pas comme podestat pour l'année 1268 dans l'article le concernant. |
| 1268      | Bonifazio Pannocchieschi di Travale (Bonifacius de Travale Domus Pannocchiensium)                                                                    |                     | Not. ist., Sto. volt.                                    | La mention nominale di Travale est ajoutée par Not. ist. Bonifazio Pannocchieschi n'est pas mentionné par Diz. bio. dans l'article consacré à Paganello Pannocchieschi dans lequel sont pourtant mentionnés les autres membres de la famille Pannocchieschi ayant exercé la fonction de podestat de Volterra. |
| 1268-1269 | Forese di Bonaccorso di Bellincione Adimari (Forese de Adimaris de Florentia)                                                                        | Florence            | Sto. volt.                                               | Podestat pour la première fois. Il occupera également la charge de capitaine du Peuple de Volterra en 1284. Fils de Bonaccorso Adimari, également podestat en 1256-1257, 1268 et 1269. |
| 1269      | Bonaccorso di Bellincione Adimari (Buonaccursus de Adimaris de Florentia)                                                                            | Florence            | Not. ist., Circ. pers.                                   | Podestat pour la troisième fois. Circ. pers. indique qu'il renonça à sa charge par ordre du roi Charles. Diz. bio. ne le mentionne pas comme podestat pour l'année 1269 dans l'article le concernant. |
| 1270      | Andolo di Bologna | Bologne             | Sto. volt.                                               | Est mentionné le 28 avril 1270. |
| 1270      | Forese di Bonaccorso di Bellincione Adimari (Forese de Adimaris de Florentia)                                                                        | Florence            | Not. ist., Circ. pers.                                   | Podestat pour la deuxième fois. Il occupera également la charge de capitaine du Peuple de Volterra en 1284. Fils de Bonaccorso Adimari, également podestat en 1256-1257, 1268 et 1269. |
| 1270-1271 | Bernardino Pannocchieschi II da Perolla (Bernardinus de Perolle Domus Pannocchiensium)                                                               |                     | Not. ist., Diz. bio., Circ. pers.                        | Est mentionné comme podestat en 1270 par Not. ist. et en 1271 par Diz. bio. dans l'article consacré à Paganello Pannocchieschi. Circ. pers. le mentionne également, mais sons préciser de date. |
| 1271-1272 | Bernardino Pannocchieschi III da Castiglione |                     | Sto. volt., Diz. bio., Circ. pers.                       | Est mentionné comme podestat en 1271 par Sto. volt. et en 1272 par Diz. bio. dans l'article consacré à Paganello Pannocchieschi. Circ. pers. le mentionne également, mais sons préciser de date. |
| 1272-1273 | Ranieri di Cetra Pannocchieschi di Travale (Raynerius Cetre Domus Pannocchiensium, Raynerius de Travale)                                             |                     | Not. ist., Sto. volt., Diz. bio., Circ. pers.            | Sto. volt. mentionne ce podestat en 1272, alors que Diz. bio. le mentionne en 1273 dans l'article consacré à Paganello Pannocchieschi. Circ. pers. le mentionne également, mais sons préciser de date. Not. ist., distingue deux podestats successifs Raynerius Cetre Domus Pannocchiensium et Raynerius de Travale en 1273, apparemment à tort, car les autres sources inscrivent dans le même nom les termes Cetra et Travale. |
| 1273-1274 | Stoldo di Berlinghieri di Jacopo de'Rossi (Stuldus Berlinghieri Jacobi de Florentia)                                                                 | Florence            | Not. ist., Sto. volt., Circ. pers.                       | Not. ist. le mentionne comme podestat en 1273. Sto. volt. et Circ. pers. le mentionnent en 1274, et précisent qu'il appartenait à la famille des Rossi de Florence. |
| 1274      | Gerardo di Montaione (Gerardus de Montajone) |                     | Not. ist.                                                | |
| 1275      | Buonaccorso d'Alberto Basciacomari II (Bonacosa de Basiacomaribus de Bononia)                                                                        | Bologne             | Not. ist.                                                | Podestat pour la première fois. Sto. volt. donne le prénom Buonaccorso et la forme archaïque du nom de famille Baciacomatri. Cette source mentionne également le prénom de son père, Alberto. Not. ist. donne le prénom en latin Bonacosa. |
| 1275      | Ramberto di Niccolò Bagoleri (Rambertus Nicolai de Bagoleriis de Bononia)                                                                            | Bologne             | Not. ist.                                                | |
| 1276      | Ranieri Hercolani (Raynerius Herculani de Bononia)                                                                                                   | Bologne             | Not. ist.                                                | |
| 1277      | Gentile Buondelmonti (Gentilis de Buondelmontibus)                                                                                                   | Florence            | Not. ist., Sto. volt., Nob. med.                         | Sto. volt. précise qu'il était podestat au commencement de l'année 1277, et encore en septembre de cette année. |
| 1277-1279 | Schiatta Cancellieri (Schiatta de Cancelleriis e Pistorjo)                                                                                           | Pistoia             | Not. ist., Sto. volt.                                    | Not. ist. le mentionne deux fois successivement en 1277 et 1278. Sto. volt. le mentionne en 1278 et précise que son successeur prit sa charge en avril 1279. |
| 1279      | Paganello d'Inghiramo Pannocchieschi dalla Pietra (Paganellus Inghirami de Petra Domus Pannocchiensium)                                              |                     | Not. ist., Sto. volt., Diz. bio.                         | Sto. volt. indique que ce podestat a succédé à Schiatta Cancellieri en avril 1279. Par ailleurs, cette source donne par erreur comme nouveau podestat Inghiramo Pannocchieschi au lieu de son fils Paganello. |
| 1279-1280 | chevalier Bernardino di Gherardo Opizzoni da Carpi (ou Bernardino Garzoni, Bernardinus de Opizzonibus de Mutina)                                     | Modène              | Not. ist., Circ. pers.                                   | Podestat pour la première fois. Not. ist. indique qu'il exerça sa charge en 1279 et mentionne le nom latin Bernardinus de Opizzonibus. Circ. pers. indique qu'il exerça sa charge en 1280 et mentionne le nom Bernardino Garzoni di Gherardo da Carpi. Sa qualité de chevalier est mentionnée par Sto. volt. (à l'occasion de son second mandat). |
| 1280      | Guglielmo Ugoni (Guglielmus de Ugonibus de Pistorio)                                                                                                 | Pistoia             | Not. ist.                                                | |
| 1280      | vicomte de Ficecchio Opicino d'Ugolino (Opechinus Domini Ugolini de vicecomitiis de Ficecchio)                                                       |                     | Not. ist.                                                | |
| 1281      | chevalier Bernardino di Gherardo Opizzoni da Carpi (ou Bernardino Garzoni, Bernardinus de Opizzonibus de Mutina)                                     | Modène              | Sto. volt.                                               | Podestat pour la deuxième fois. Sto. volt. mentionne le nom Bernardino di Gherardo et précise sa qualité de chevalier. Cette source indique également qu'il était podestat en février 1281. Not. ist. mentionne le nom latin Bernardinus de Opizzonibus et Circ. pers. le nom Bernardino Garzoni di Gherardo da Carpi (à l'occasion de son premier mandat). |
| 1281-1282 | Rosso della Tosa (Rossus della Tosa florentinus) | Florence            | Not. ist., Sto. volt., Diz. bio.                         | Rosso della Tosa est mentionné comme podestat en 1281 par Not. ist., en 1281 et 1282 par Diz. bio., au commencement de l'année 1282 et encore le 3 mai de cette année par Sto. volt. |
| 1282-1283 | Rodolfino di Catenaia (Ridolphinus de Catenaja, Rodolfino di Catinaia, ou Catenacci)                                                                 | Arezzo              | Not. ist., Sto. volt.                                    | Podestat pour la première fois. Sto. volt. donne la forme archaïque du prénom Ridolfino et indique les deux formes alternatives du nom: di Catinaia et Catenacci. Cette source précise encore qu'il était originaire d'Arezzo. |
| 1283      | Pannocchia di Sigerio da Sassetta degli Orlandi-Pellai (Pannocchia de Sassetta de Pisis)                                                             | Pise                | Not. ist., Circ. pers.                                   | Circ. pers. précise qu'il était un guelfe de Pise, exilé par les Pisans. |
| 1284      | Corradino di Castore della Porta (Corradinus Castoris de Porta civis lucanus, ou Corradino di Custode della Porta, ou Corradino di Custore da Porta) | Lucques             | Circ. pers.                                              | Podestat pour la première fois. Fils de Castore, selon Not. ist., fils de Custode, selon Sto. volt., fils de Custore selon Circ. pers. Il exerça sa charge le premier semestre de l'année 1284, selon Circ. pers. |
| 1284      | Giovanni Buonparenti (Joannes de Buomparentibus de Prato)                                                                                            | Prato               | Not. ist., Sto. volt., Circ. pers.                       | |
| 1285      | Corradino di Castore della Porta (Corradinus Castoris de Porta civis lucanus, ou Corradino di Custode della Porta, ou Corradino di Custore da Porta) | Lucques             | Not. ist.                                                | Podestat pour la deuxième fois. Fils de Castore, selon Not. ist., fils de Custode, selon Sto. volt., fils de Custore selon Circ. pers. |
| 1285      | Buonaccorso d'Alberto Basciacomari II (Bonacosa de Basiacomaribus de Bononia)                                                                        | Bologne             | Not. ist., Sto. volt.                                    | Podestat pour la deuxième fois. Sto. volt. donne le prénom Buonaccorso et la forme archaïque du nom de famille Baciacomatri. Cette source mentionne également le prénom de son père, Alberto. Not. ist. donne le prénom en latin Bonacosa. Sto. volt. précise qu'il a été chassé par la population en juillet 1285, un peu avant l'échéance normale de son mandat. |
| 1285      | Diego Cancellieri | Pistoia             | Sto. volt.                                               | Sto. volt. précise qu'il succéda au précédent en juillet 1285, et qu'il était encore en poste en novembre de cette année au moment de la signature du compromis entre ce prédécesseur et la commune dans le litige qui les opposait. |
| 1286      | Ugo de'Rossi (Ugo de Ruffis de Senis) | Sienne              | Not. ist., Sto. volt., Circ. pers.                       | Mentionné en septembre 1286 par Sto. volt. |
| 1287      | Rodolfino di Catenaia (Ridolphinus de Catenaja, Rodolfino di Catinaia, ou Catenacci)                                                                 | Arezzo              | Not. ist., Sto. volt.                                    | Podestat pour la deuxième fois. Sto. volt. donne la forme archaïque du prénom Ridolfino et indique les deux formes alternatives du nom: di Catinaia et Catenacci. Cette source précise encore qu'il était originaire d'Arezzo. |
| 1287      | Arrigolo di Pietro Tolomei (Arrigolus Petri de Tolomeis de Senis)                                                                                    | Sienne              | Not. ist.                                                | Podestat pour la première fois. Circ. pers. (à l'occasion de son second mandat) indique qu'il exercera la charge de capitaine du Peuple en 1293. |
| 1287      | Villano di Jacopo Villani dei Duodi (Villanus Jacobi Villani de Pisis)                                                                               | Pise                | Circ. pers.                                              | Podestat pour la première fois. Circ. pers. ajoute à son nom la mention dei Duodi. Cette source précise qu'il était un guelfe de Pise, banni par les Pisans. |
| 1288      | Arrigolo di Pietro Tolomei (Arrigolus Petri de Tolomeis de Senis)                                                                                    | Sienne              | Circ. pers.                                              | Podestat pour la deuxième fois. Circ. pers. précise qu'il exerça sa charge le premier semestre de l'année 1288. Cette source indique également qu'il exercera la charge de capitaine du Peuple en 1293. |
| 1288      | Villano di Jacopo Villani dei Duodi (Villanus Jacobi Villani de Pisis)                                                                               | Pise                | Not. ist.                                                | Podestat pour la deuxième fois. Circ. pers. ajoute à son nom la mention dei Duodi (à l'occasion de son premier mandat). Cette source précise qu'il était un guelfe de Pise, banni par les Pisans. |
| 1288      | Corradino di Castore della Porta (Curadinus de Luca, ou Corradino di Custode della Porta, ou Corradino di Custore da Porta)                          | Lucques             | Not. ist., Sto. volt.                                    | Podestat pour la troisième fois. Fils de Castore, selon Not. ist., fils de Custode, selon Sto. volt., fils de Custore selon Circ. pers. Concernant ce troisième mandat, Not. ist. n'indique que Curadinus de Luca, sans autre mention nominative. Par ailleurs, alors que Sto. volt. précise que Corradino della Porta était podestat après mars 1288 et son successeur Simon de Bardi le 11 septembre de cette année, Not. ist. mentionne Bardi podestat avant della Porta. |
| 1288      | Simon de Bardi (Simon de Bardis de Florentia) | Florence            | Not. ist., Sto. volt.                                    | Mentionné le 11 septembre 1288 par Sto. volt. Cf. la note précédente. |
| 1289      | Mino di Piero Tolomei (Minus Pleri de Senis) | Sienne              | Not. ist., Circ. pers.                                   | Circ. pers. indique son appartenance à la famille Tolomei. Cette source précise également qu'il exercera la charge de capitaine du Peuple en 1294. |
| 1289      | Corradino di Castore della Porta (Curadinus de Luca, ou Corradino di Custode della Porta, ou Corradino di Custore da Porta)                          | Lucques             | Not. ist., Circ. pers.                                   | Podestat pour la quatrième fois. Fils de Castore, selon Not. ist., fils de Custode, selon Sto. volt., fils de Custore selon Circ. pers. Pour ce quatrième mandat, Not. ist. mentionne le nom latin Curadinus de Luca. Circ. pers. indique simplement qu'un membre de la famille da Porta (sans préciser le prénom), était en fonction en 1289. |
| 1290      | chevalier Pietro di Furlano Furlani (Pierus Furlani de Bononia)                                                                                      | Bologne             | Not. ist., Sto. volt.                                    | Sto. volt. le mentionne en février 1290. Cette source indique également sa qualité de chevalier. |
| 1290      | Tebaldo Giandonati (Tribaldus de Giandonatis de Florentia, ou Taddeo Donati)                                                                         | Florence            | Not. ist., Sto. volt.                                    | Sto. volt. le mentionne à la fin de l'année 1290. Cette source indique le prénom Tebaldo et précise qu'il est parfois appelé Taddeo Donati. Not. ist. indique le prénom Tribaldus. |
| 1291      | chevalier Ruggiero di Rosso Adimari | Florence            | Sto. volt.                                               | Podestat pour la première fois. |
| 1291      | Ranieri di Pigli | Florence            | Sto. volt.                                               | |
| 1292      | Lotteringo Gherardini (Lutteringus de Gherardis de Florentia)                                                                                        | Florence            | Not. ist., Diz. bio.                                     | |
| 1292      | Tegghia di Buondelmonte Buondelmonti Ier (ou Tegghiaio Buondelmonti)                                                                                 | Florence            | Diz. bio.                                                | Nob. med. établit la liste des fonctions politiques exercées par ce Tegghia (ou Tegghiaio) Buondelmonti, dans laquelle celle de podestat de Volterra n'apparaît pas. |
| 1293      | chevalier Ruggiero di Rosso Adimari | Florence            | Circ. pers.                                              | Podestat pour la deuxième fois. Circ. pers. indique qu'il exerça son mandat le premier semestre 1293. Sa qualité de chevalier est mentionnée par Sto. volt. (à l'occasion de son premier mandat). |
| 1293      | Guelfo di Tigliano Cavalcanti (Guelfus Tegliari de Cavalcantibus de Florentia, ou Guelfo di Tegliaio Cavalcanti)                                     | Florence            | Not. ist., Sto. volt.                                    | Podestat pour la première fois. Sto. volt. donne comme nom de son père Tigliano ou Tegliaio, alors que Not. ist. donne le génitif latin de Tegliarus. Par ailleurs, Sto. volt. le mentionne comme podestat en début d'année, avant Orlando Salamoncelli, alors que Not. ist. mentionne à l'inverse Salamoncelli podestat avant Cavalcanti. |
| 1293      | Orlando Salamoncelli (Orlandus Salamoncelli de Luca)                                                                                                 | Lucques             | Not. ist., Sto. volt., Circ. pers.                       | Sto. volt. le mentionne le 5 septembre 1293 et le place après Guelfo Cavalcanti, alors que Not. ist. mentionne à l'inverse Salamoncelli podestat avant Cavalcanti. Circ. pers. indique simplement qu'un membre de la famille Salamoncelli (sans préciser le prénom) exerça la charge de podestat de Volterra en 1293. |
| 1294      | Niccolò di Papa (Nicolaus Pape de Luca) | Lucques             | Not. ist., Sto. volt.                                    | Sto. volt. mentionne seulement le nom Niccolò da Lucca et précise qu'il était en poste en février 1294. |
| 1294      | Guelfo di Tigliano Cavalcanti (Guelfus Tegliari de Cavalcantibus de Florentia, ou Guelfo di Tegliaio Cavalcanti)                                     | Florence            | Sto. volt.                                               | Podestat pour la deuxième fois. Sto. volt. donne comme nom de son père Tigliano ou Tegliaio, alors que Not. ist. donne le génitif latin de Tegliarus. Not. ist. ne le mentionne pas pour ce deuxième mandat. |
| 1295      | Bonifazio di Simone de Jacanis (Bonifatius de Jacanis de Perusio)                                                                                    | Pérouse             | Not. ist., Circ. pers.                                   | Circ. pers. précise qu'il était le fils de Simone. Cette source précise encore qu'il exerça sa charge le deuxième semestre de l'année 1295. |
| 1295-1296 | Filippo di Cavalcante Cavalcanti (Philippus de Calvacantibus de Florentia)                                                                           | Florence            | Not. ist., Sto. volt., Diz. bio.                         | Diz. bio. précise que Filippo Cavalcanti exerça la charge de podestat de Volterra à partir de novembre 1295, pour six mois (soit jusqu'à avril 1296). |
| 1296      | Nello Nelli (Nellus de Nellis de Florentia) | Florence            | Not. ist.                                                | |
| 1296-1297 | Teglia Frescobaldi | Florence            | Sto. volt.                                               | Mentionné par Sto. volt. au commencement de l'année 1297. |
| 1297      | Gherardo Sgrava | Florence            | Sto. volt.                                               | Mentionné par Sto. volt. en avril 1297. |
| 1297      | Prendiparte Prendiparti (Prendiparte de Prendipartibus de Bononia)                                                                                   | Bologne             | Not. ist., Sto. volt.                                    | Podestat pour la première fois. Sto. volt. mentionne uniquement Prendiparte di Bologna. |
| 1298      | Nerlo Nerli | Florence            | Sto. volt.                                               | |
| 1298      | Guccio di Guido Malavolti (Guccius de Malavoltis de Senis)                                                                                           | Sienne              | Not. ist.                                                | Podestat pour la première fois. |
| 1298      | Jacopo di Rosso de'Rossi (Jacobus de Rubeis de Florentia)                                                                                            | Florence            | Not. ist., Sto. volt., Circ. pers.                       | Podestat pour la première fois. Not. ist. mentionne le nom de son père à l'occasion de son deuxième mandat en 1308. Circ. pers. indique qu'il exerça sa charge durant le deuxième semestre de 1298. |
| 1299      | Guccio di Guido Malavolti (Guccius Guidonis de Malvoltis de Senis)                                                                                   | Sienne              | Not. ist., Sto. volt., Circ. pers.                       | Podestat pour la deuxième fois. Sto. volt. et Circ. pers. mentionnent Guccio Malavolti comme podestat au commencement de l'année 1299, avant Vecchietta Basciacomari. À l'inverse, Not. ist. mentionne Basciacomari avant Malavolti. |
| 1299      | Vecchietta d'Accarisio Basciacomari (Vecchietta de Accarisiis de Basiacomaribus de Bononia, ou Vecchietta Accarigi, ou Vacchetta Accarigi)           | Bologne ou Sienne   | Not. ist., Sto. volt., Circ. pers.                       | Podestat pour la première fois. Sto. volt. mentionne le nom Vecchietta Accarigi et précise que ce podestat était originaire de Sienne, alors que Not. ist. indique qu'il appartenait à la famille Basciacomari et était originaire de Bologne. Circ. pers. donne le nom Vacchetta Accarigi et précise qu'il était originaire de Sienne. Par ailleurs, Sto. volt. précise que le mandat de ce podestat est intervenu après celui de Guccio Malavolti, à l'inverse de Not. ist. (cf. note précédente). Sto. volt. précise enfin que ce podestat a subi une révolte de la plèbe. |
| 1299      | Prendiparte Prendiparti (Prendiparte de Prendipartibus de Bononia)                                                                                   | Bologne             | Sto. volt.                                               | Podestat pour la deuxième fois. Mentionné par Sto. volt. en novembre 1299. |
| 1300      | chevalier Guccio di Rinaldo Rinaldini (Guccius de Ranaldinis de Senis)                                                                               | Sienne              | Not. ist.                                                | Podestat pour la première fois. Sa qualité de chevalier et le prénom de son père sont précisés par Sto. volt. (à l'occasion de son deuxième mandat). |
| 1300      | Accarisio di Buonacosa Basciacomari | Bologne             | Sto. volt., Diz. bio.                                    | Sto. volt. mentionne le nom Baciacomatri, forme archaïque de Basciacomari. |
| 1300      | Vecchietta d'Accarisio Basciacomari (Vecchietta de Accarisiis de Basiacomaribus de Bononia, ou Vecchietta Accarigi, ou Vacchetta Accarigi)           | Bologne ou Sienne   | Sto. volt.                                               | Podestat pour la deuxième fois. Sto. volt. mentionne le nom Vecchietta Accarigi et précise que ce podestat était originaire de Sienne, alors que Not. ist. indique qu'il appartenait à la famille Basciacomari et était originaire de Bologne (premier mandat). Circ. pers. donne le nom Vacchetta Accarigi et précise qu'il était originaire de Sienne (premier mandat également). Sto. volt. précise enfin que ce podestat a été frappé d'excommunication. |
| 1300      | Guccio di Guido Malavolti (Guccius Guidonis de Malvoltis de Senis)                                                                                   | Sienne              | Sto. volt.                                               | Podestat pour la troisième fois. Sto. volt. mentionne simplement le nom Guccio Malavolti et précise qu'il était en poste le 22 mars 1300. |
| 1301      | chevalier Guccio di Rinaldo Rinaldini (Guccius de Ranaldinis de Senis)                                                                               | Sienne              | Sto. volt.                                               | Podestat pour la deuxième fois. Sa qualité de chevalier et le prénom de son père sont précisés par Sto. volt. |
| 1301      | Cione d'Alamanno Piccolomini (Cione Alamanni de Piccolominis)                                                                                        | Sienne              | Not. ist.                                                | Podestat pour la première fois. |
| 1301      | Guccio di Guido Malavolti (Guccius de Malvoltis de Senis)                                                                                            | Sienne              | Not. ist., Sto. volt.                                    | Podestat pour la quatrième fois. Sto. volt. précise qu'il était en poste les premiers jours de septembre 1301. |
| 1302      | Francesco di Machinardo Guazzalotri | Prato               | Sto. volt.                                               | |
| 1302      | Ceffo Agli (Ceffus de Aglis de Florentia) | Florence            | Not. ist., Sto. volt.                                    | Podestat pour la première fois. Not. ist. donne le prénom Ceffus alors que Sto. volt. donne le prénom Ceppo (il s'agit probablement d'une erreur, puisque pour son deuxième mandat de 1307, Sto. volt. donne bien le prénom Ceffo). Sto. volt. précise qu'il était en poste « peu avant » le 8 avril 1302. |
| 1303      | Nerio Manenteschi (Nerius de Manenteschis de Trevio)                                                                                                 | Trevi               | Not. ist.                                                | |
| 1303      | Gabriello di Ranieri Piccolomini (Gabriellus de Piccolominis de Senis)                                                                               | Sienne              | Not. ist., Sto. volt.                                    | Sto. volt. mentionne bien Gabriello Piccolomini (en précisant le nom de son père, Ranieri) mais comme capitaine du Peuple et non comme podestat. Cette source mentionne comme podestat à sa place le chevalier Barone Mangiadori (de San Miniato) (au début de l'année 1303). Not. ist. mentionne Gabriello Piccolomini comme podestat en 1303, et aucun capitaine cette année là. Par ailleurs, Diz. bio. mentionne Barone Mangiadori comme capitaine en 1304 mais ne le mentionne pas comme podestat. |
| 1303      | Gherardo di Guido |                     | Sto. volt.                                               | Sto. volt. le mentionne à la fin de l'année 1303. |
| 1303-1304 | Guccio di Guido Malavolti (Guccius Guidonis de Malavoltis de Senis)                                                                                  | Sienne              | Not. ist., Sto. volt.                                    | Podestat pour la cinquième fois. Not. ist. le mentionne en 1303 et Sto. volt. précise qu'il était en poste au début de l'année 1304. |
| 1304      | comte de Campello Argento di Pietro (Argentus Petri de comitibus de Campillo)                                                                        | Campello            | Not. ist.                                                | |
| 1304      | Bardo di Giovanni di Buonaguido Bardi (Bardus Joannis Buonaguide de Bardis)                                                                          |                     | Not. ist.                                                | |
| 1304      | Guccio di Guido Malavolti (Guccius de Malavoltis) | Sienne              | Not. ist.                                                | Podestat pour la sixième fois. |
| 1305      | Pino di Stoldo de'Rossi | Florence            | Sto. volt.                                               | Sto. volt. le mentionne au début de l'année 1305. |
| 1306      | chevalier Ottaviano di Benedetto Brunelleschi | Florence            | Sto. volt., Diz. bio.                                    | Sto. volt. le mentionne au début de l'année 1306 et précise le prénom de son père, Benedetto. Diz. bio. indique simplement le diminutif du prénom de son père, Betto. |
| 1306      | Toccio Manieri (Toccius de Manieriis de Florentia)                                                                                                   | Florence            | Not. ist.                                                | |
| 1307      | Ceffo Agli (Ceffus de Aglis de Florentia) | Florence            | Sto. volt.                                               | Podestat pour la deuxième fois. Sto. volt. précise qu'il était en poste au début de l'année 1307. |
| 1307      | Cardellino di Gillo Cambi di Fonte (Cardellinus Gilli Cambi de Fonte e Perusio)                                                                      | Pérouse             | Not. ist.                                                | |
| 1308      | Jacopo di Rosso de'Rossi (Jacobus Russi de Russis de Florentia)                                                                                      | Florence            | Not. ist., Sto. volt.                                    | Podestat pour la deuxième fois. Sto. volt. ne mentionne que le nom Iacopo dei Rossi et précise qu'il était en poste au commencement de l'année 1308. |
| 1308-1309 | Giovanni di Pietro de'Rossi (Joannes Petri de Rubeis de Florentia)                                                                                   | Florence            | Not. ist., Sto. volt.                                    | Not. ist. le mentionne en 1308 et indique qu'il était le fils de Pietro (génitif de Petrus). Sto. volt. le mentionne à la fin de 1308 et au début de 1309 et indique qu'il « a succédé à son père Iacopo ». |
| 1309-1310 | Pietro di Corrado della Branca (Petrus Corradi della Brancha de Eugubio)                                                                             | Gubbio              | Not. ist., Sto. volt.                                    | Not. ist. le mentionne en 1309 et Sto. volt. au début de l'année 1310. |
| 1310      | Cione d'Alamanno Piccolomini (Cione Alamanni de Piccolominis de Senis)                                                                               | Sienne              | Not. ist.                                                | Podestat pour la deuxième fois. |
| 1311      | Lando Salamoncelli (Landus de Salamoncellis de Luca)                                                                                                 | Lucques             | Not. ist.                                                | Peut-être le même qu'Orlando Salamoncelli, podestat en 1293. |
| 1311      | chevalier Cosano Forteguerri (Cosanus de Forteguerris de Senis)                                                                                      | Sienne              | Not. ist., Sto. volt.                                    | Podestat pour la première fois. Sa qualité de chevalier est précisée par Sto. volt. |
| 1312      | Ugolino Tornaquinci (Ugolinus de Tornaquincis de Florentia)                                                                                          | Florence            | Not. ist.                                                | |
| 1312      | Nello di Mino Tolomei | Sienne              | Sto. volt.                                               | |
| 1312      | chevalier Cosano Forteguerri (Cosanus de Forteguerris de Senis)                                                                                      | Sienne              | Sto. volt.                                               | Podestat pour la deuxième fois. Sa qualité de chevalier est précisée par Sto. volt. Cette source le mentionne le 28 juin 1312. |
| 1312      | Simone de' Pazzi (Simon de Pazzis de Florentia) | Florence            | Not. ist., Nob. med.                                     | |
| 1313      | chevalier Oddo d'Ungaro Oddi (Oddus Ungari de Oddis de Perusio, ou Oddone degli Oddi)                                                                | Pérouse             | Not. ist., Sto. volt.                                    | Sa qualité de chevalier est précisée par Sto. volt., qui mentionne le nom Oddone degli Oddi. |
| 1313      | Notto di Bertuccio Salimbeni (Nottus Bertuccionis de Salimbenis de Senis)                                                                            | Sienne              | Not. ist.                                                | |
| 1314      | Guido di Pancia Frescobaldi (Guidus Pancie de Frescobaldis)                                                                                          | Florence            | Not. ist., Sto. volt.                                    | Sto. volt. ne mentionne que le nom Guido Frescobaldi et précise qu'il était en poste au début de l'année 1314. |
| 1314-1315 | Bonifazio d'Offreduccio Giaccioni (Fatius Ufredutii de Jacanis de Perusio, ou Bonifazio d'Offreduccio Giaconi)                                       | Pérouse             | Not. ist., Sto. volt.                                    | Not. ist. le mentionne en 1314 et Sto. volt. au commencement de 1315. Sto. volt. mentionne le nom Giaccioni (mais le nom Giaconi en 1318, à l'occasion du mandat de son père). |
| 1316      | Landino di Pietro (Landinus contis Petri de Civitate Castelli)                                                                                       | Città di Castello   | Not. ist.                                                | Fils du comte Pietro. |
| 1316      | chevalier Tomaso Rinaldi (Thomas de Ranaldis de Mevania)                                                                                             | Bevagna             | Not. ist., Sto. volt.                                    | Podestat pour la première fois. Sa qualité de chevalier est précisée par Sto. volt. Cette source mentionne le nom Tomaso Rinaldo. Elle précise qu'il était en poste le 10 juillet 1316 et qu'il était originaire de Menania. |
| 1317      | Giovanni di Francesco (Joannes Francisci de Trevio)                                                                                                  | Trevi               | Not. ist.                                                | |
| 1317      | Pelegrino (Peregrinus de Civitate Castelli) | Città di Castello   | Not. ist.                                                | |
| 1318      | Guelfo Guelfucci (Guelfus de Guelfucciis de Civitate Castelli)                                                                                       | Città di Castello   | Not. ist., Sto. volt.                                    | Mentionné le 4 mars 1318 par Sto. volt. |
| 1318      | Offreduccio Giaccioni (ou Offreduccio Giaconi) | Pérouse             | Sto. volt.                                               | Mentionné le 16 novembre 1318 par Sto. volt. Cette source indique le nom Giaconi (mais le nom Giaccioni en 1315, à l'occasion du mandat de son fils). |
| 1319      | Andrea di Baldo Mignanelli (Andreas Baldi de Mignanellis de Senis)                                                                                   | Sienne              | Not. ist.                                                | Podestat pour la première fois. |
| 1319      | Jacopo di Meo di Taverna Tolomei (Jacobus Mei Taverne de Tolomeis de Senis)                                                                          | Sienne              | Not. ist.                                                | |
| 1320      | Ormanno di Viviano (Ormannus Viviani de Fulgineo) | Foligno             | Not. ist.                                                | |
| 1320      | chevalier Maffeo di Tomaso (Maffeus Thome de Montefalcone, ou Matteo di Folco)                                                                       | Montefalcone        | Not. ist., Sto. volt.                                    | Not. ist. indique le nom latin Maffeus Thome de Montefalcone. Sto. volt. indique le nom Matteo di Folco et précise sa qualité de chevalier. Sto. volt. le mentionne par ailleurs le 23 juillet 1320. |
| 1320      | Umberto di Guarnieri di Giovanni Spavaldi (Umbertus Guarnerii Joannis Spavaldi de Civitate Castelli)                                                 | Città di Castello   | Not. ist.                                                | |
| 1320      | Zampa Ricciardi (Zampa de Ricciardis e Pistorio) | Pistoia             | Not. ist.                                                | |
| 1321      | Francesco d'Enrico Mezzavillani (Franciscus Henrici de Mezzavillanis de Bettonja)                                                                    | Bettona             | Not. ist.                                                | |
| 1322      | Giovanni di Chiccolo di Giovanni (Joannes Chiccoli Joannis de Montesperello)                                                                         | Montesperello       | Not. ist.                                                | |
| 1323      | Meo (Meus ... de Senis) | Sienne              | Not. ist.                                                | Podestat pour la première fois. Not. ist. indique en ce qui concerne son second mandat en 1330 qu'il appartient à la maison des comtes de Sienne (cf. note infra). Cette maison est probablement celle des Pannocchieschi d'Elci. |
| 1324      | Benedetto (Benedictus … de Urbe Vetere) | Orvieto             | Not. ist.                                                | |
| 1325      | Niccolò (Nicolaus de Domo Comitum de Senis) | Sienne              | Not. ist.                                                | Il appartient à la maison des comtes de Sienne, probablement celle des Pannocchieschi d'Elci. |
| 1326      | Simone Piccolomini (Simon de Piccolominis de Senis)                                                                                                  | Sienne              | Not. ist.                                                | |
| 1327      | Bernardo di Gualtieri Gualterelli (Bernardus Gualterelli Gualterii de Fulgineo)                                                                      | Foligno             | Not. ist.                                                | Podestat pour la première fois. |
| 1327      | Guido di Diodato Elbi (Guido Donodei de Elbis de Civitate Castelli)                                                                                  | Città di Castello   | Not. ist.                                                | |
| 1328      | Cione di Rosso Montanini (Cionus Russi de Montaninis de Senis)                                                                                       | Sienne              | Not. ist.                                                | |
| 1328      | Giovanni di Bertoldo Ciacconi (Joannes Bertoldi de Ciacconibus de Sancto Miniate)                                                                    | San Miniato         | Not. ist.                                                | |
| 1328      | Manente di Pietro Manenti (Manentes Petri de filiis Manentis de Trevio)                                                                              | Trevi               | Not. ist.                                                | |
| 1328      | Bernardo di Gualtieri Gualterelli (Bernardus Gualterelli Gualterii de Fulgineo)                                                                      | Foligno             | Not. ist.                                                | Podestat pour la deuxième fois. |
| 1329      | Andrea di Baldo Mignanelli (Andreas de Mignanellis de Senis)                                                                                         | Sienne              | Not. ist.                                                | Podestat pour la deuxième fois. |
| 1330      | Andrea Piccolomini (Andreas de Piccolominis de Senis)                                                                                                | Sienne              | Not. ist.                                                | |
| 1330      | Meo (Meus de Domo Comitum de Senis) | Sienne              | Not. ist.                                                | Podestat pour la deuxième fois. Il appartient à la maison des comtes de Sienne, probablement celle des Pannocchieschi d'Elci. |
| 1331      | Ermanno Guidoni Ier (Ermannus de Guidonis de Fulgineo)                                                                                               | Foligno             | Not. ist.                                                | |
| 1331      | Ottaviano di Nerio Caradoni (Actavianus Nerii de Caradonis de Assisio)                                                                               | Assise              | Not. ist.                                                | |
| 1333      | Paolo di Pietro di Giovanni (Paulus Petri Joannis de Interamne)                                                                                      | Teramo              | Not. ist.                                                | |
| 1333      | chevalier Francesco di Lionardo (Franciscus Leonardi de Interamne)                                                                                   | Teramo              | Not. ist., Sto. volt.                                    | Sto. volt. le mentionne en novembre 1333 et précise qu'il est originaire d'Interampi, forme archaïque du nom Teramo, issue du nom romain Interamnia Praetuttiorum. |
| 1334      | Chirage di Bindo (Chirage Bindi de Florentia) | Florence            | Not. ist.                                                | |
| 1334      | Tegghia di Bindo Buondelmonti II (ou Tegghiaio Buondelmonti, Teglia Bindi de Buondemontibus)                                                         | Florence            | Not. ist., Sto. volt., Nob. med.                         | Podestat pour la première fois. Nob. med. précise explicitement que c'est ce même Tegghiaio Buondelmonti qui fut podestat de Volterra en 1334 et 1343, alors même que Not. ist. le donne comme fils de Bindo en 1334 et fils de Bardo en 1343. Sto. volt. donne le prénom Teglia (donc le prénom latin et non italien, contrairement à l'habitude) et précise qu'il a été blessé par le peuple. |
| 1334      | Giovanni di Francesco Manenteschi (Joannes Francisci de Manenteschis de Trevio)                                                                      | Trevi               | Not. ist.                                                | |
| 1334      | Meo di Lamberto (Meus Lamberti de Senis) | Sienne              | Not. ist.                                                | Probablement le même que le Meo des comtes de Sienne, podestat de Volterra en 1323 et 1330. |
| 1335      | Pietro di Pietro Menaboi (Petrus de Bulseno) | Bolsena             | Not. ist., Sto. volt.                                    | Sto. volt. précise son appartenance à la famille Menaboi, le prénom de son père Pietro et sa ville d'origine, Bolsena. |
| 1335      | Francesco Manenteschi (Franciscus de Manenteschis de Trevio)                                                                                         | Trevi               | Not. ist.                                                | |
| 1336      | chevalier Niccolò Corlondini (Niccolò de Corlondinis de Cingulo, ou Niccola degli Orlandi)                                                           | Cingoli             | Not. ist., Sto. volt.                                    | Not. ist. mentionne Niccolò de Corlondinis, originaire de Cingulo. Sto. volt. mentionne au début de l'année 1336 Niccola degli Orlandi, originaire de Cigoli. Cette source précise sa qualité de chevalier. |
| 1336      | Alessandro Sozzi di San Egidio (Alexander Sozzi de Homine Sancti Egidii de Civitate Clusii)                                                          | Chiusi              | Not. ist.                                                | |
| 1337      | Guiduccio di Rodolfo | Monte a San Savino  | Sto. volt.                                               | Sto. volt. donne la forme archaïque du prénom de son père, Ridolfo. Cette source précise que Guiduccio était en poste le 22 mars 1337. |
| 1337      | chevalier Albertino di Paolo Albertini (Albertinus Pauli de Albertinis de Fulgineo)                                                                  | Foligno             | Not. ist.                                                | Podestat pour la première fois. Sa qualité de chevalier est mentionnée par Sto. volt. (à l'occasion de son deuxième mandat). |
| 1338      | Offreduccio d'Ormanno Guidoni (Ofreduccius Ormanni de Guidonis de Fulgineo)                                                                          | Foligno             | Not. ist.                                                | |
| 1339      | chevalier Albertino di Paolo Albertini (Albertinus Pauli de Albertinis de Fulgineo)                                                                  | Foligno             | Sto. volt.                                               | Podestat pour la deuxième fois. Sto. volt. le mentionne au commencement de l'année 1339. |
| 1339      | chevalier Tomaso Rinaldi (Thomas de Rainaldis de Mevania)                                                                                            | Bevagna             | Not. ist.                                                | Podestat pour la deuxième fois. Sa qualité de chevalier est précisée par Sto. volt. (à l'occasion de son premier mandat en 1316). |
| 1339      | Guidaccio di Francesco di Monte Santo (Guidaccius Francisci de Monte Sancto)                                                                         |                     | Not. ist.                                                | |
| 1339      | Domenico di Lamerigo Ciacconi (Dominicus Lamerigi de Ciacconibus de Sancto Miniate)                                                                  | San Miniato         | Not. ist.                                                | |
| 1340      | Bindaccio di Geri Mangiadori II (Bindaccius Gerii de Mangiadoribus de Sancto Miniate)                                                                | San Miniato         | Not. ist.                                                | Podestat pour la première fois. |
| 1340      | Francesco (Franciscus de Esculo) | Ascoli              | Not. ist.                                                | |
| 1340      | Giovenale di Cordelio Vivaldi (Juvenalis Cordelii de Vivaldis de Narnia)                                                                             | Narni               | Not. ist.                                                | |
| 1340      | Bocca de’Rossi | Pistoia             | Sto. volt.                                               | Mentionné le 8 septembre 1340 par Sto. volt. |
| 1341      | Nolfo di Giovenale Michelotti | Pérouse             | Sto. volt.                                               | Podestat pour la première fois. Mentionné au commencement de l'année 1341 par Sto. volt. Son nom de famille, Michelotti, est donné par Not. ist. (à l'occasion de son deuxième mandat). |
| 1341      | Pino di Giovanni de'Rossi (Pinus Joannis de Rubeis de Florentia)                                                                                     | Florence            | Not. ist.                                                | Beau-frère du futur seigneur de Volterra Bocchino Belforti. Sa sœur Bandecca de'Rossi sera en effet l'épouse de ce dernier. |
| 1342      | Giovanni di Contuccio Gabrielli' | Gubbio              | Sto. volt.                                               | |
| 1342      | Nolfo di Giovenale Michelotti (Nolfus Juvenalis de Michelottis de Perusio)                                                                           | Pérouse             | Not. ist.                                                | Podestat pour la deuxième fois. |
| 1343      | Geri de'Pazzi (Gerius de Passis vicarius Gualterii Athenarum Ducis)                                                                                  | Florence            | Not. ist.                                                | Est également vicaire à Volterra de Gauthier de Brienne, duc titulaire d'Athènes. |
| 1343      | Bonifazio Ricciardi (Bonifacius de Ricciardis de Pistorjo)                                                                                           | Pistoia             | Not. ist.                                                | Podestat pour la première fois. |
| 1343      | Tegghia di Bardo Buondelmonti II (ou Tegghiaio Buondelmonti, Teglia olim Bardi de Buondelmontis)                                                     | Florence            | Not. ist., Nob. med.                                     | Podestat pour la deuxième fois. Nob. med. précise explicitement que c'est ce même Tegghiaio Buondelmonti qui fut podestat de Volterra en 1334 et 1343, alors même que Not. ist. le donne comme fils de Bindo en 1334 et fils de Bardo en 1343. |
| 1344      | chevalier Bartolomeo di Giovanni Mangiadori (Bartolomeus de Mangiadoribus de Sancto Miniate)                                                         | San Miniato         | Not. ist., Sto. volt.                                    | Podestat pour la première fois. Sa qualité de chevalier est mentionnée par Sto. volt. Cette source mentionne également le prénom de son père, à l'occasion de son deuxième mandat. |
| 1344      | Bernardino di Geri Mangiadori (Bernardinus Gerii de Mangiadoribus de Sancto Miniate)                                                                 | San Miniato         | Not. ist.                                                | |
| 1345      | Francesco di Machinardo Guazzalotri (Franciscus Maghinardi de Guazzalotris e Prato)                                                                  | Prato               | Not. ist., Sto. volt.                                    | Podestat pour la première fois. |
| 1346      | Ranuccio di Ciante Michelotti (Ranutius contis Michelottis de Perusio)                                                                               | Pérouse             | Not. ist., Sto. volt.                                    | Appartient à la famille comtale des Michelotti de Pérouse. Sto. volt. indique le prénom Rinuccio, forme archaïque de Ranuccio, et précise le prénom de son père, Ciante. |
| 1346      | Pietro di Paolo (Petrus Pauli de Spoleto) | Spolète             | Not. ist.                                                | |
| 1347      | Lippo Spini | Florence            | Sto. volt.                                               | |
| 1347      | Matteo di Bartolomeo (Matheus Bartolomei de Narnia)                                                                                                  | Narni               | Not. ist.                                                | |
| 1348      | chevalier Bartolomeo di Giovanni Mangiadori (Bartolomeus de Mangiadoribus de Sancto Miniate)                                                         | San Miniato         | Not. ist., Sto. volt.                                    | Podestat pour la deuxième fois. Sa qualité de chevalier est mentionnée par Sto. volt. Cette source mentionne également le prénom de son père, Giovanni. |
| 1349      | Rosso de’Ricci | Florence            | Sto. volt.                                               | |
| 1349      | Cecco d'Aberardo di Monte Asperello (Cecchus Aberardi de Monte Asperello de Perusio)                                                                 | Pérouse             | Not. ist.                                                | |
| 1349      | Bindaccio di Geri Mangiadori II (Bindaccius Gerii de Mangiadoribus)                                                                                  | San Miniato         | Not. ist.                                                | Podestat pour la deuxième fois. |
| 1349      | Cacciatino di Gherardo Gherardi (Cacciatinus Gherardini de Gherardinis)                                                                              |                     | Not. ist.                                                | |
| 1350      | Francesco di Machinardo Guazzalotri (Franciscus Maghinardi de Guazalotris de Prato)                                                                  | Prato               | Not. ist., Sto. volt.                                    | Podestat pour la deuxième fois. |
| 1350      | Cecco d'Asverardo (Cecchus Asverardi de Perusio) | Pérouse             | Not. ist.                                                | |
| 1351      | Jacopo di Carino Guazzalotri | Prato               | Sto. volt.                                               | |
| 1351      | Francesco di Machinardo Guazzalotri (Franciscus de Guazalotris de Prato)                                                                             | Prato               | Not. ist.                                                | Podestat pour la troisième fois. |
| 1352      | Orlandino di Canto Bambaroni di Frate (Orlandinus Canti de Bambaronis de Frate de Perusio)                                                           | Pérouse             | Not. ist.                                                | |
| 1352      | Bonifazio Ricciardi (Bonifacius de Ricciardis de Pistorio)                                                                                           | Pistoia             | Not. ist.                                                | Podestat pour la deuxième fois. |
| 1353      | Ciardolino di Gillio (Ciardolinus Gillii de Perusio)                                                                                                 | Pérouse             | Not. ist.                                                | Peut-être le même que Cardellino di Gillo Cambi di Fonte, podestat en 1307. |
| 1355      | Arlotto Michelotti (Arlottus de Michelottis de Perusio)                                                                                              | Pérouse             | Not. ist.                                                | |
| 1359      | Guido di Benedetto Mangiadori (Guido Benedicti de Mangiadoribus de Sancto Miniate)                                                                   | San Miniato         | Not. ist.                                                | |
| 1359      | Matteo (Matheus de Narnia) | Narni               | Not. ist.                                                | Probablement le même que Matteo di Bartolomeo, podestat en 1347. |
| 1361      | Lodovico Ciacconi (Ludovicus de Ciacconibus de Sancto Miniate)                                                                                       | San Miniato         | Not. ist.                                                | |
| 1362      | Ugo (Ugo e Civitate Castelli) | Città di Castello   | Not. ist.                                                | |
| 1364      | Simone di Verleono (Simon Verleoni de marchesibus de Montecchio)                                                                                     |                     | Not. ist.                                                | De la famille des marquis de Montecchio. |
| 1364      | Jacopo di Falco Bonsignori (Jacobus Falchi de Bonsignoribus de Civitate Castelli)                                                                    | Città di Castello   | Not. ist.                                                | |
| 1365      | Jacopo di Grazia (Jacobus Gratie de Civitate Castelli)                                                                                               | Città di Castello   | Not. ist.                                                | |
| 1366      | Pietro di Paolo d'Argento (Petrus Pauli Argenti comitis de Campillo de Spoleto)                                                                      |                     | Not. ist.                                                | De la famille des comtes de Campello. |
| 1367      | Sinibaldo di Vanni di Sinibaldo Cancellieri (Sinibaldus Vannis Sinibaldi de Cancelleriis de Pistorio)                                                | Pistoia             | Not. ist.                                                | Sinibaldo Cancellieri figure cette année 1367 dans la liste des podestats en annexe des Not. ist. Cette même source précise cependant page 174 qu'il a été confirmé au poste de podestat sur la place de la cité le 23 juillet 1368. La question se pose donc de savoir si la date de 1367 est erronée, ou s'il a bien occupé une première fois le poste de podestat en 1367, puis une seconde fois en 1368, après Daniele di Santomarino. |
| 1367      | Daniele di Niccolò di Santomarino (Daniel Nicolai de Sanctomariano de Perusio)                                                                       | Pérouse             | Not. ist.                                                | |
| 1369      | Ranieri di Ranieri Cancellieri (Raynerius Raynerii de Cancelleriis de Pistorio)                                                                      | Pistoia             | Not. ist.                                                | |
| 1371      | Faustino d'Andreotto di Ranieri (Faustinus Andreutii Rainerii ex dominis Castri Sancticasciani)                                                      |                     | Not. ist.                                                | De la famille des seigneurs du château de San Casciano. |
| 1373      | Bartolomeo di Niccolò di Bernardello Ghigensi (Bartolomeus Nicole Bernardelli de Ghigensis de Eugubio)                                               | Gubbio              | Not. ist.                                                | Podestat pour la première fois. |
| 1374      | Lorenzo di Pietro di Pepo Gepsi (Laurentius Petri Pepi Gepsii Urbevetanus)                                                                           | Orvieto             | Not. ist.                                                | Podestat pour la première fois. |
| 1375      | Bartolomeo di Niccolò di Bernardello Ghigensi (Bartolomeus Nicole prefatus)                                                                          | Gubbio              | Not. ist.                                                | Podestat pour la deuxième fois. |
| 1376      | Lorenzo di Pietro di Pepo Gepsi (Laurentius Petri prefatus)                                                                                          | Orvieto             | Not. ist.                                                | Podestat pour la deuxième fois. |
| 1378      | Azzo d'Oldingo Meliorati (Azo Oldingi de Melioratis de Civitate Castelli)                                                                            | Città di Castello   | Not. ist.                                                | |
| 1379      | Fabio di Falcucco (Fabius Falcucci de Perusio) | Pérouse             | Not. ist.                                                | |
| 1380      | Domenico di Paolo (Dominicus Pauli de Eugubio) | Gubbio              | Not. ist.                                                | |
| 1381      | Lodovico di Pietro Racani (Luduvicus Petri de Racanis de Spuleto)                                                                                    | Spolète             | Not. ist.                                                | |
| 1382      | Simone d'Orlandino di Canossa (Simon Orlandini de Canossa de Regio)                                                                                  | Reggio              | Not. ist.                                                | |
| 1383      | Andrea di Lippolo Oderisi (Andreas olim Lippoli Oderisii de Perusio)                                                                                 | Pérouse             | Not. ist.                                                | |
| 1385      | Offreduccio di Paolo (Uffreduccius Pauli de Trevio)                                                                                                  | Trevi               | Not. ist.                                                | |
| 1386      | Cecco Boscoli (Cecchus de Boscolis de Aretio) | Arezzo              | Not. ist.                                                | |
| 1386      | Gualfredo di Corrado di Guelfredo Cancellieri (Gualfredus Curradi Guelfridi de Cancelleriis Terrigena Sambuce)                                       | Sambuca             | Not. ist.                                                | |
| 1386      | Francesco di Gualterotto (Franciscus Gualtierotti de Recineto)                                                                                       | Recineto            | Not. ist.                                                | Originaire de Recineto, dans les Marches. |
| 1387      | Benuccio d'Ugolino (Benuccius Ugolini de dominis de Santocassiano)                                                                                   |                     | Not. ist.                                                | De la famille des seigneurs de San Casciano |
| 1387      | Freduccio di Paolo (Freduccius Pauli de Firmo) | Fermo               | Not. ist.                                                | |
| 1393      | Rodolfo (Rodulphus de Bononia) | Bologne             | Not. ist.                                                | |
| 1393      | Andrea di Giovanni (Andreas Joannis de Interamne) | Teramo              | Not. ist.                                                | |
| 1395      | Fabiano di Giovanni Panciatichi (Fabianus Joannis de Panciatichis de Pistorio)                                                                       | Pistoia             | Not. ist.                                                | |
| 1395      | Matteo Cecchetti (Matheus Cecchetti de Terra Pergule)                                                                                                | Pergola             | Not. ist.                                                | |
| 1395      | Andrea di Giovanni di Guido Alferi (Andreas Joannis Guidonis de Alferiis de Cortonio)                                                                | Cortone             | Not. ist.                                                | |
| 1396      | Enrico di Paolo (Henricus Pauli de Lugo) | Lugo                | Not. ist.                                                | |
| 1396      | Giovanni Carboni (Jacobus de Carbonibus de Recanato)                                                                                                 | Recanati            | Not. ist.                                                | |
| 1397      | Barone di Bonifazio Ricciardi (Baronto Bonifatii de Ricciardis de Pistorio)                                                                          | Pistoia             | Not. ist.                                                | |
| 1397      | Francesco di Freducco Falconi (Franciscus Freducci de Falconis de Florentia)                                                                         | Florence            | Not. ist.                                                | |
| 1398      | Paris Maneri (Paris de Maneriis de Aquila) | Aquila              | Not. ist.                                                | |
| 1399      | Odrico (Odricus de Spuleto) | Spolète             | Not. ist.                                                | |
| 1399      | Pietro di Raino Sardini (Petrus Raini de Sardinis de Ancona)                                                                                         | Ancône              | Not. ist.                                                | |
| 1400      | Andrea di Gualteruzzo Gualterotti (Andreas Gualteruzzi de Gualterottis de Civitate Castelli)                                                         | Città di Castello   | Not. ist.                                                | |
| 1400      | Ranieri Sardini (Raynerius de Sardinis de Ancona) | Ancône              | Not. ist.                                                | |
| 1401      | Girolamo Barberi (Hieronimus de Barberiis de Bononia)                                                                                                | Bologne             | Not. ist.                                                | |
| 1401      | Giovanni Pantoli (Joannes de Pantolis de Imola) | Imola               | Not. ist.                                                | |
| 1404      | Antonio (Antonius ...ciantis de Viss...) |                     | Not. ist.                                                | |
| 1404      | Caspar Canonici Ier (Gaspar de Canonicis de Bononia)                                                                                                 | Bologne             | Not. ist.                                                | |
| 1405      | Enrico Forteguerri (Henricus de Forteguerris de Pistorio)                                                                                            | Pistoia             | Not. ist.                                                | |
| 1405      | Francesco di Cola (Franciscus Cole de Montefiascone)                                                                                                 | Montefiascone       | Not. ist.                                                | |
| 1407      | Bonifazio di Niccolò di Leonardo (Bonifatius Nicole Leonardi Aretinus)                                                                               | Arezzo              | Not. ist.                                                | |
| 1407      | Stefano Branchi (Stephanus de Branchis de Eugubio)                                                                                                   | Gubbio              | Not. ist.                                                | |
| 1407      | Bonifazio Sirigardi (Bonifacius de Sirigardis de Aretio)                                                                                             | Arezzo              | Not. ist.                                                | |
| 1408      | Leonardo di Geri Bonristori (Leonardus Gerii de Bonristoris de Prato)                                                                                | Prato               | Not. ist.                                                | |
| 1408      | Giovanni di Vannetto Valli (Joannis olim Ser Vannetti de Valle)                                                                                      |                     | Not. ist.                                                | Peut-être le même que Giovanni Valli, podestat en 1420. |
| 1409      | Antonio di Giovanni Recuperi (Antonius Joannis de Recuperis de Castiglione Aretino)                                                                  | Castiglione         | Not. ist.                                                | Originaire de Castiglione, dans la province d'Arezzo. |
| 1410      | Bonifazio Sardini (Bonifacius de Sardinis Anconitanus)                                                                                               | Ancône              | Not. ist.                                                | |
| 1410      | Bartolomeo Bracciolini (Bartolomeus de Bracciolinis de Pistorio)                                                                                     | Pistoia             | Not. ist.                                                | |
| 1413      | Barone di Michele dell'Orfo (Baronto Michaelis dell' Orfo de Pistorio)                                                                               | Pistoia             | Not. ist.                                                | |
| 1415      | Matteo di Buonaccorso Pisciani (Matheus Buonaccursi de Piscianis de Ferraria)                                                                        | Ferrare             | Not. ist.                                                | |
| 1416      | Pietro d'Alberto Panciatichi (Petrus Alberti de Panciatichis de Pistorio)                                                                            | Pistoia             | Not. ist.                                                | |
| 1416      | Antonio di Corrado (Antonius Corradi de Monte Politiano)                                                                                             | Montepulciano       | Not. ist.                                                | |
| 1417      | Rinaldo Soli (Raynaldus de Solis) |                     | Not. ist.                                                | |
| 1420      | Giovanni Valli (Joannes de Valle de Urbino) | Urbino              | Not. ist.                                                | Peut-être le même que Giovanni di Vannetto Valli, podestat en 1408. |
| 1421      | Pietro d'Antonio Carboni (Petrus Antonii de Carbonis de Recanato)                                                                                    | Recanati            | Not. ist.                                                | |
| 1421      | Niccolò Castoldi (Nicolaus de Castoldis de Caglio)                                                                                                   | Caglio              | Not. ist.                                                | |
| 1422      | Pietro Cinetti (Petrus de Cinettis de Sancto Angelo in Vado)                                                                                         | Sant'Angelo in Vado | Not. ist.                                                | |
| 1423      | Paolo di Cristoforo Cullodi (Paulus Christophori de Cullodis de Castiglione Aretino)                                                                 | Castiglione         | Not. ist.                                                | Originaire de Castiglione, dans la province d'Arezzo. |
| 1425      | Benedetto Magnani (Benedictus de Magnanis de Arretio)                                                                                                | Arezzo              | Not. ist.                                                | |
| 1426      | Alessi Zenoni (Alessius de Zenonibus de Pistorio) | Pistoia             | Not. ist.                                                | |
| 1426      | Francesco Accarisi (Franciscus de Accarisii de Tosignano civis bononiensis)                                                                          | Borgo Tossignano    | Not. ist.                                                | Citoyen de Bologne. |
| 1427      | Giovanni di Bernardo Bonvecchiensi (Joannes Bernardi de Bonvecchiensibus de Prato)                                                                   | Prato               | Not. ist.                                                | |
| 1429      | Angelo Gambiglioni (Angelus de Gambillionibus de Arretio)                                                                                            | Arezzo              | Not. ist., Diz. bio.                                     | Diz. bio. précise qu'Angelo Gambiglioni exerça la charge de podestat de Volterra le second semestre de l'année 1429. |
| 1431      | Ermanno Guidoni II (Ermannus de Guidonis de Fulgineo)                                                                                                | Foligno             | Not. ist.                                                | |
| 1436      | Mela Bollandi (Mela de Bollandis de Emiglio) | Émilie ?            | Not. ist.                                                | |
| 1436      | Angelo di Cervono Cervoni (Angelus Cervoni de Cervonibus de Civitate Castelli)                                                                       | Città di Castello   | Not. ist.                                                | |
| 1437      | Giovanni di Thoma Costoni (Joannes Thome de Costoni)                                                                                                 |                     | Not. ist.                                                | |
| 1439      | Paolo Giampietri (Paulus de Giampetris) |                     | Not. ist.                                                | |
| 1441      | Giovanni Alberti (Joannes de Albertis Narnie) | Narni               | Not. ist.                                                | |
| 1443      | Salvio Salvetti (Salvius de Salvettis de Balneo) | Balneo              | Not. ist.                                                | Balneo est peut-être identifiable avec la San Casciano dei Bagni moderne. |
| 1445      | Pelegrino d'Onofrio Bofolci (Peregrinus Hunufrii de Bufulcis de Burgo Sancti Sepulcri)                                                               | Borgo San Sepolcro  | Not. ist.                                                | |
| 1446      | Giuliano Coccapani (Julianus de Coccapanis de Carpo)                                                                                                 | Carpi               | Not. ist.                                                | |
| 1451      | Blasio Cadoli (Blasius de Cadolis de Narnia) | Narni               | Not. ist.                                                | |
| 1457      | Roberto degli Albizzi | Florence            | Nob. med.                                                | |
| 1458      | Pollio Trigintaquattri (Pollio de Trigintaquatuor de Tuderto)                                                                                        | Todi                | Not. ist.                                                | |
| 1459      | Paolo Bernardini (Paulus de Bernardinis de Civitate Castelli)                                                                                        | Città di Castello   | Not. ist.                                                | |
| 1460      | Ranieri Marchi (Raynerius de Marchis de Arimino) | Artimino ?          | Not. ist.                                                | |
| 1461      | Giulio Astancolli (Julius de Astancollis de Tuderto)                                                                                                 | Todi                | Not. ist.                                                | |
| 1462      | comte Jacopo d'Amadeo (comes Jacobus Amadei de Regio)                                                                                                | Reggio              | Not. ist.                                                | |
| 1462      | Caspar Canonici II (Gaspar de Canonicis de Bononia)                                                                                                  | Bologne             | Not. ist.                                                | |
| 1467      | Giovanni Villani (Joannes de Villanis de Pontremulo)                                                                                                 | Pontremoli          | Not. ist.                                                | |
| 1470      | ... Tonelli (...de Tonellis de Fulgineo) | Foligno             | Not. ist.                                                | Dernier podestat de Volterra. |